# Willy Brandt

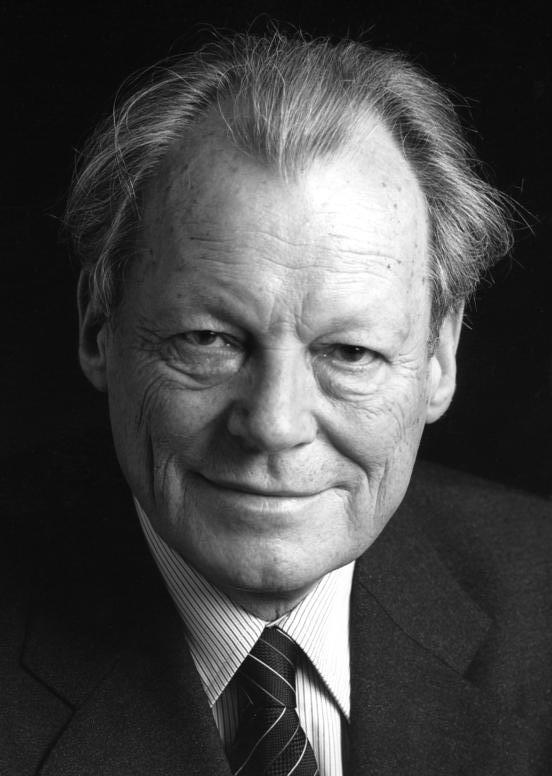
Willy Brandt (1980)

Willy Brandt (* 18. Dezember 1913 in Lübeck als Herbert Ernst Karl Frahm; † 8. Oktober 1992 in Unkel) war ein deutscher Politiker (SPD). Von 1969 bis 1974 war er als Regierungschef einer sozialliberalen Koalition von SPD und FDP der vierte Bundeskanzler der Bundesrepublik Deutschland. Zuvor hatte er von 1966 bis 1969 während der ersten Großen Koalition im Kabinett Kiesinger das Amt des Außenministers und Vizekanzlers ausgeübt. Vom 3. Oktober 1957 bis zu seinem Eintritt in die Bundesregierung am 1. Dezember 1966 war er Regierender Bürgermeister von Berlin.
Von 1964 bis 1987 war Brandt SPD-Parteivorsitzender und von 1976 bis 1992 Präsident der Sozialistischen Internationale. Unter dem Motto Wandel durch Annäherung gab Brandt als Bundeskanzler die bis Ende der 1960er Jahre an der Hallstein-Doktrin ausgerichtete Außenpolitik Westdeutschlands auf und leitete mit seiner neuen Ostpolitik eine Zäsur im politisch konfrontativen Klima des Kalten Krieges ein. Mit den Ostverträgen begann er einen Kurs der Entspannung und des Ausgleichs mit der Sowjetunion, der DDR, Polen (Kniefall von Warschau) und den übrigen Ostblockstaaten. Für diese Politik erhielt Brandt 1971 den Friedensnobelpreis.
Nach seinem Ausscheiden aus der deutschen Bundespolitik engagierte er sich weltweit für Frieden, Völkerverständigung und Abrüstung; er gilt als bedeutender deutscher Staatsmann des 20. Jahrhunderts.

## Leben

### Kindheit und Jugend

#### Familie

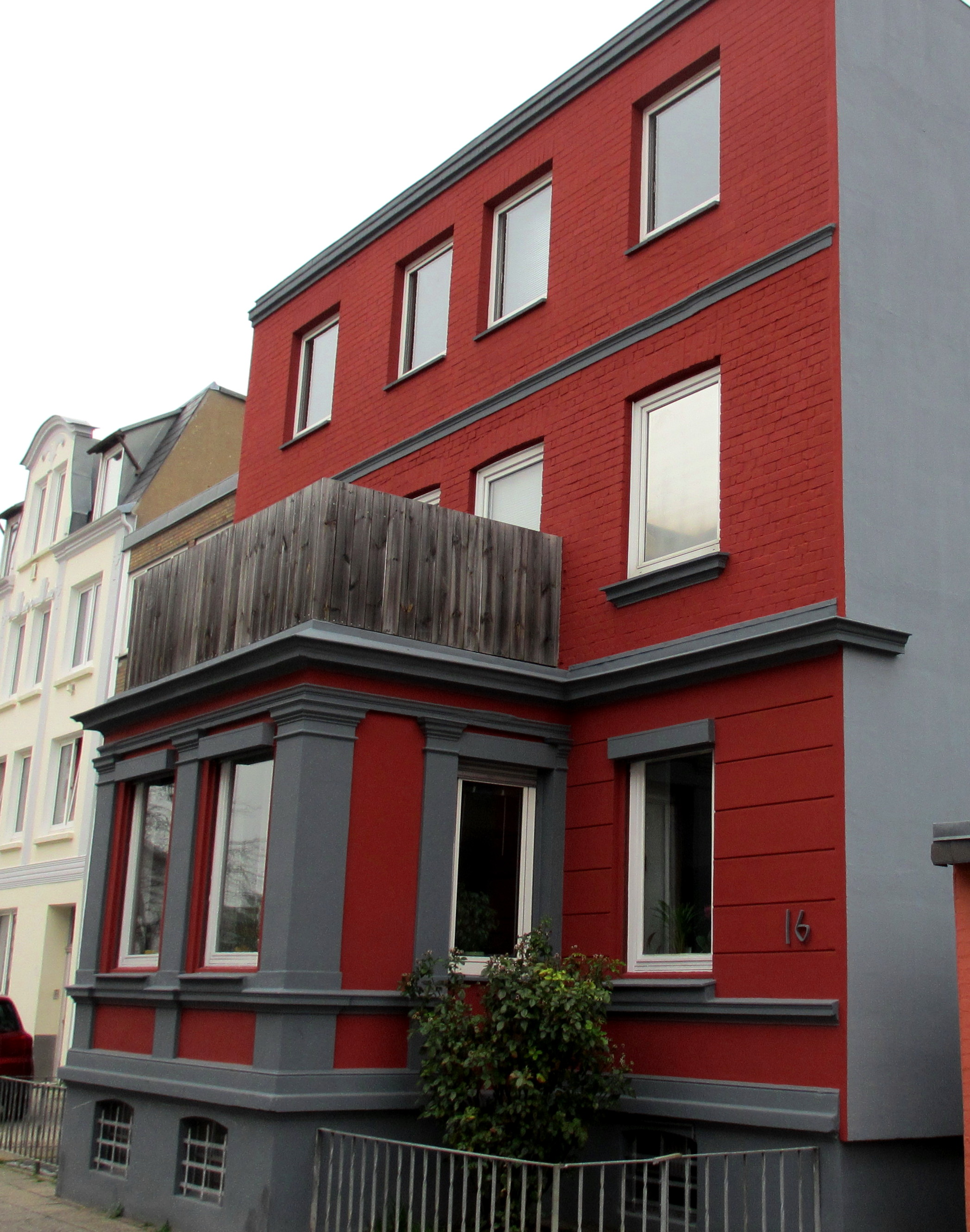
Brandts Geburtshaus in Lübeck, Meierstraße 16 (2013)

Willy Brandt wurde als Herbert Frahm am 18. Dezember 1913 in der Lübecker Vorstadt St. Lorenz-Süd geboren. Brandts Geburt war unehelich. Seine Mutter war Martha Frahm, geb. Ewert (1894–1969), eine Verkäuferin im Lübecker Konsumverein. Sein Vater war der Hamburger Lehrer John Heinrich Möller (1887–1958), der 1912 und 1913 vorübergehend an einer Realschule in Lübeck unterrichtete. Martha Frahm nannte den Namen des Kindsvaters nicht, als die Geburt ihres Sohnes Herbert beim Standesamt eingetragen wurde. Am 26. Februar 1914 ließ Martha Frahm ihren Sohn im Pastorat II der evangelischen Kirche St. Lorenz in Lübeck taufen; die Taufe in der Gemeindekirche wurde unehelich geborenen Kindern nicht zugestanden.
Brandt lernte seinen leiblichen Vater nie persönlich kennen, obwohl er seit 1947 dessen Identität kannte. Zu seiner Mutter, die als überfordert beschrieben wird, hatte er von Kindheit an ein distanziertes, unterkühltes Verhältnis. Rückblickend nannte er sie „die Frau, die meine Mutter war“.
Er wuchs anfänglich im Haushalt seiner Mutter auf, die berufstätig war und ihn wochentags von einer Nachbarin versorgen ließ. Ab 1919 übernahm sein Stiefgroßvater Ludwig Frahm (1875–1935) die Betreuung des Kindes. Erst ein Jahr vor dessen Tod erfuhr er, dass Ludwig Frahm nicht sein leiblicher Großvater war. Frahm hatte 1899 Martha Ewerts Mutter Wilhelmine geheiratet und baute nach seiner Rückkehr aus dem Ersten Weltkrieg schnell ein enges Vertrauensverhältnis zu dem fünfjährigen Herbert auf. Er nahm ihn in seinen Haushalt auf und behielt ihn während der 1920er Jahre in seiner Obhut, auch nachdem er nach dem Tod Wilhelmines eine neue Ehe mit Dorothea Stahlmann, der von Brandt wenig geliebten „Tante Dora“, eingegangen war. Herbert Frahm nannte seinen Stiefgroßvater „Papa“. In seinem Abiturzeugnis wurde Ludwig Frahm als Vater genannt. Im September 1927 heiratete Herberts Mutter den Polier Emil Kuhlmann, im Februar 1928 kam Herberts Halbbruder Günther Kuhlmann zur Welt. Seit dieser Zeit sah Herbert seine Mutter „nur noch sporadisch“. Rückblickend bezeichnete Brandt seine Jugend als „unbehaust“ und beschrieb seine Familienverhältnisse als chaotisch.
Brandts uneheliche Geburt, die von Zeitgenossen vielfach als Makel angesehen wurde, benutzten politische Gegner noch in der Zeit der Bundesrepublik, um ihn herabzusetzen. Er wehrte sich nicht dagegen, doch bekannte er, „Herkunft und üble Nachrede“ hätten ihm einen „Stachel eingepflanzt“. Noch im Bundestagswahlkampf 1965, in dem Brandt für die SPD gegen den CDU-Kandidaten Ludwig Erhard antrat, wurde dieser Umstand thematisiert.

#### Schule und Ausbildung
Brandt besuchte die St.-Lorenz-Knaben-Mittelschule, ab 1927 die v. Großheim’sche Realschule und wechselte 1928 zum Johanneum zu Lübeck, an dem er 1932 sein Abitur ablegte. Im Antrag auf Zulassung zum Abitur nannte er Journalist als Berufswunsch. Die SPD stellte Brandt zunächst ein Parteistipendium für ein Hochschulstudium in Aussicht, bis er sich von ihr im Streit getrennt hatte. Stattdessen begann er im Mai 1932 ein Volontariat bei der Schiffsmaklerfirma, Reederei und Spedition F. H. Bertling KG in Lübeck.

### Politische Betätigung in der Weimarer Republik

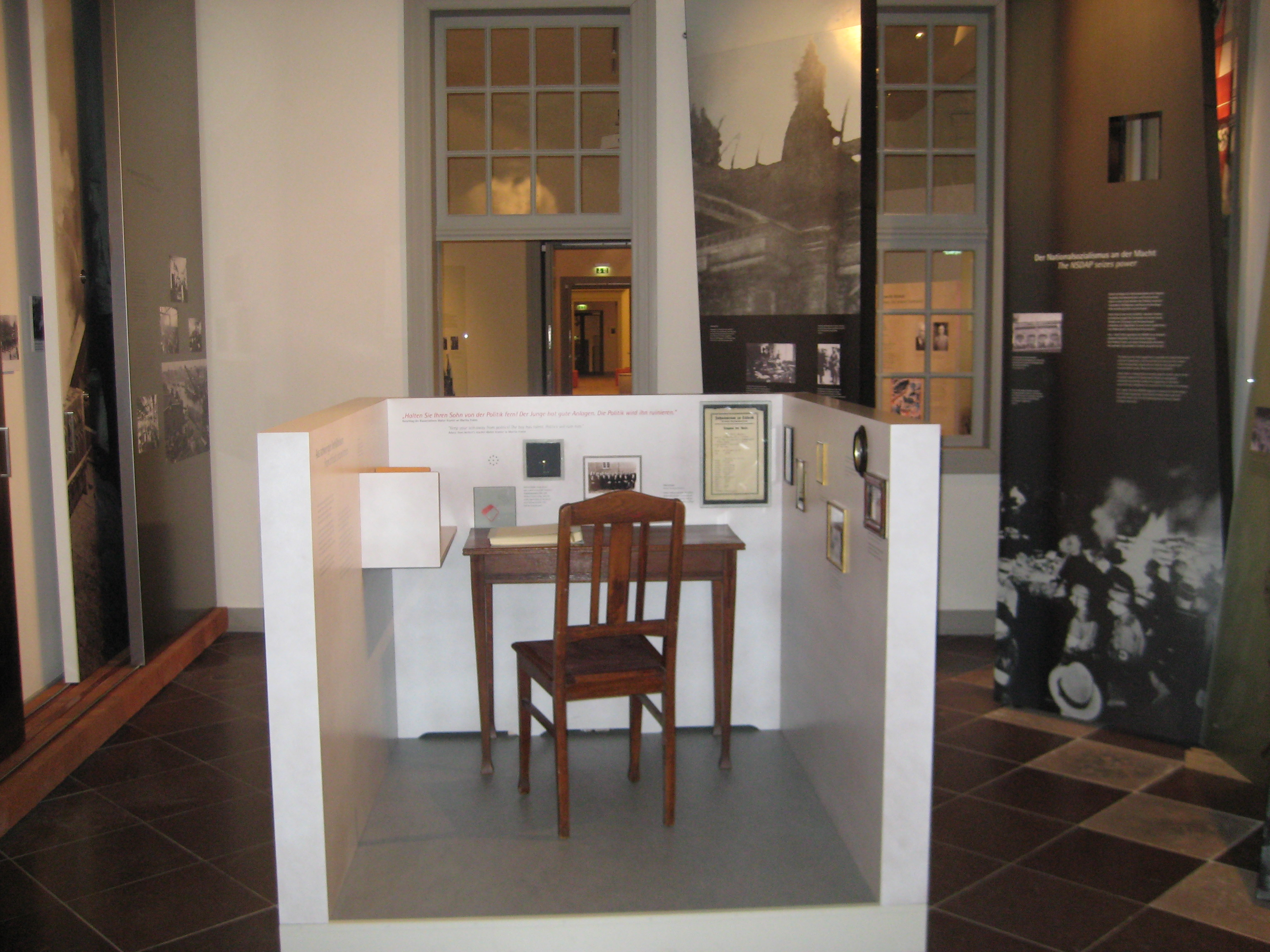
Nachempfundenes Arbeitszimmer des jungen Willy Brandt (damals Herbert Frahm) im Willy-Brandt-Haus Lübeck

Brandts Interesse für Politik ist auf seinen Stiefgroßvater Ludwig Frahm zurückzuführen. Frahm gehörte der SPD an, war zeitweise Vertrauensmann seiner Partei im Lübecker Stadtbezirk Holstentor-Süd und kandidierte 1926 und 1929 auf der SPD-Liste für die Lübecker Bürgerschaft. Brandt wurde 1925 Mitglied der Kinderfreunde, einer Kindergruppe der Falken, ab April 1929 der Sozialistischen Arbeiter-Jugend (SAJ), in der er als Mitglied der Lübecker Gruppe Karl Marx mit Unterstützung Julius Lebers einen radikalen Kurs vertrat. 1931 wurde Brandt Bezirksvorsitzender der SAJ für die Region Lübeck-Mecklenburg.
In diesem Umfeld betätigte sich Brandt seit 1927 regelmäßig publizistisch. Der Lübecker Volksbote, die örtliche SPD-Zeitung, die von Julius Leber redigiert wurde, druckte im Februar 1927 einen Aufsatz Brandts mit zwei Zeichnungen über eine Tageswanderung des Schülers mit Freunden zur Travequelle ab. Ab 1928 veröffentlichte Brandt Texte zu politischen Themen. Leber unterstützte Brandt und förderte zugleich sein politisches Engagement. Brandt erklärte später, Leber habe ihn in diesen Jahren entscheidend beeinflusst. Unter seiner Journalistentätigkeit litten die schulischen Leistungen. Ein Lehrer seiner Schule riet seiner Mutter im Jahr 1930: „Halten Sie Ihren Sohn von der Politik fern. Der Junge hat gute Anlagen. Aber die Politik wird ihn ruinieren“.
1930 trat Brandt der SPD bei. Ein Jahr später, im Oktober 1931 brach er mit Leber und der SPD und warf der Partei – enttäuscht von ihrer Tolerierungspolitik gegenüber den Maßnahmen der konservativen Regierung des Reichskanzlers Heinrich Brüning – „Mutlosigkeit“ im Hinblick auf gesellschaftliche Veränderungen vor. Brandt schloss sich daraufhin der Sozialistischen Arbeiterpartei Deutschlands (SAPD) an. Diese hatte sich aus einer im Herbst 1931 von der SPD-Reichstagsfraktion abgespaltenen linkssozialistischen Gruppe zusammen mit anderen zwischen SPD und KPD positionierten Organisationen wie zum Beispiel der Rest-USPD um Theodor Liebknecht oder Georg Ledebours Sozialistischem Bund als Partei der Einheitsfront konstituiert, um gegen die seit Beginn der Weltwirtschaftskrise verstärkte – in der Harzburger Front um NSDAP und DNVP verbündete – antidemokratische Rechte anzugehen. Brandt war Gründungs- und Vorstandsmitglied des Lübecker Ortsverbands der SAPD und übernahm in der Folgezeit auch zahlreiche organisatorische Aufgaben für die Gesamtpartei.

### Untergrund und Exil während der NS-Diktatur

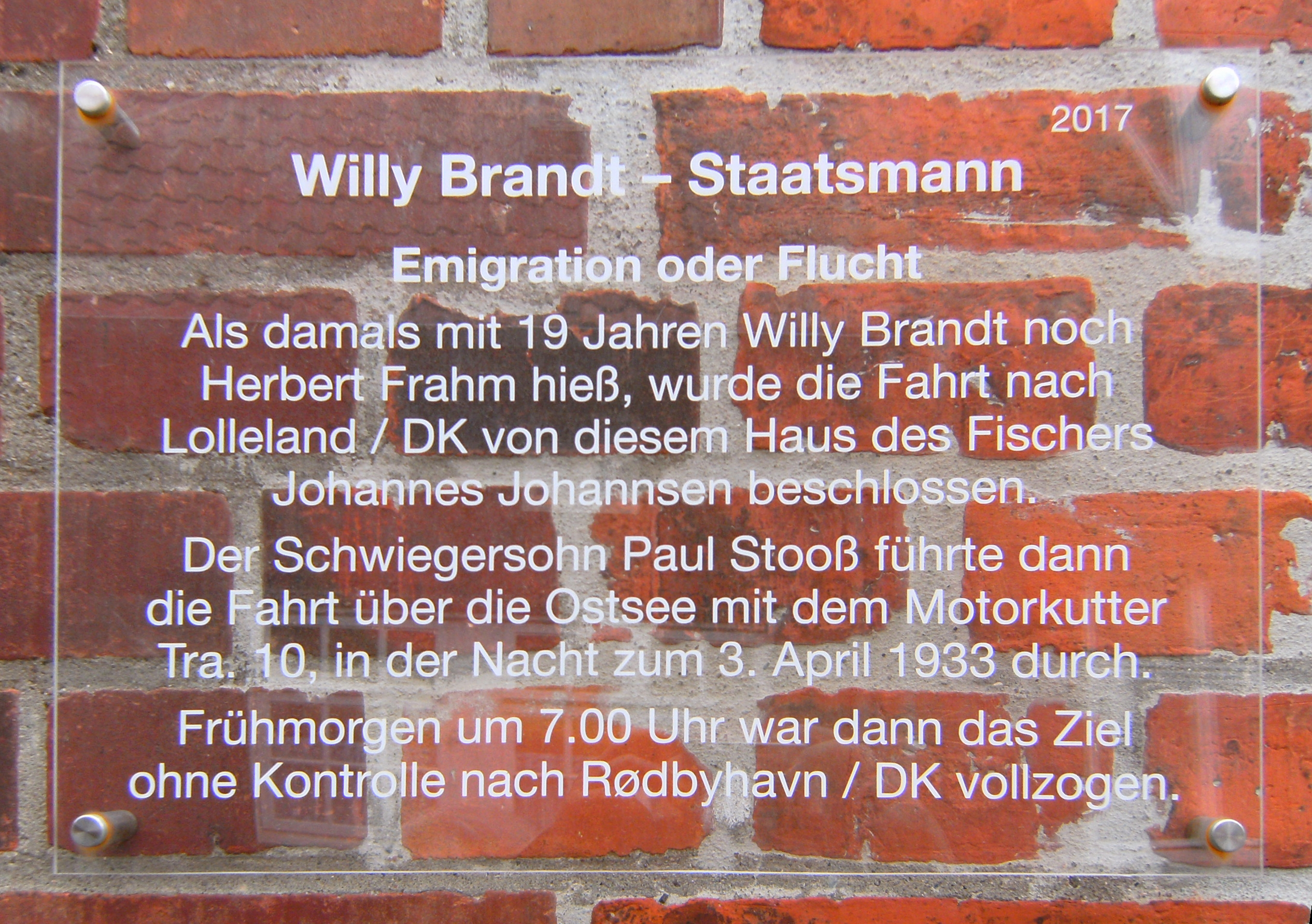
Lübeck-Travemünde, Jahrmarktstraße 4: Informationstafel zur Erinnerung an Willy Brandts Flucht nach Dänemark und seinen Fluchthelfer, den Fischer Paul Stooß

Nach der Ernennung Hitlers zum Reichskanzler Ende Januar 1933 und damit dem Beginn der NS-Diktatur in Deutschland wurde die SAPD verboten. Die Partei beschloss, unter den Bedingungen der Illegalität aus dem Untergrund im Widerstand gegen die Herrschaft des Nationalsozialismus weiterzuarbeiten. Willy Brandt erhielt im März 1933 den Auftrag, die Ausreise des SAPD-Leitungsmitglieds Paul Frölich nach Oslo zu organisieren. Frölich wurde jedoch festgenommen, sodass Brandt dessen Aufgabe übernahm, in Oslo eine Zelle der Organisation aufzubauen. In dieser Zeit nahm er, der bis dahin noch unter seinem Geburtsnamen Herbert Frahm bekannt war, den „Kampfnamen“ Willy Brandt an, den er über sein weiteres Leben hinweg beibehielt. Er emigrierte über Dänemark nach Norwegen und begann 1934 in Oslo ein Geschichtsstudium, das er jedoch wegen seiner publizistischen Tätigkeit für norwegische Zeitungen und seines politischen Einsatzes wenig vorantrieb und nicht zum Abschluss brachte. In Oslo leitete er auch die Zentrale des SAPD-Jugendverbandes SJVD. Ferner vertrat er den SJVD von 1934 bis 1937 beim Internationalen Büro revolutionärer Jugendorganisationen des Londoner Büros. Für den bis Sommer 1936 von den Nationalsozialisten im KZ Esterwegen inhaftierten Schriftsteller Carl von Ossietzky organisierte er von Norwegen aus die letztlich erfolgreiche internationale Kampagne zur Verleihung des Friedensnobelpreises, der Ossietzky 1936 rückwirkend für das Jahr 1935 zugesprochen wurde. Im Jahr 1936 gehörte Brandt in Paris-Plessis zu den Begründern der Freien Deutschen Jugend.
Im Auftrag Jacob Walchers, bis 1940 Leiter der SAPD-Auslandszentrale in Paris, reiste Brandt mit norwegischen Papieren unter dem Decknamen Gunnar Gaasland im September 1936 als Kurier nach Deutschland, wo er sich bis Dezember des Jahres aufhielt, um Verbindung mit SAPD-Genossen im Untergrund aufzunehmen und den Widerstand vor Ort mit den Aktivitäten der SAPD im Ausland abzustimmen. Nach außen war er als Journalist in Berlin tätig und sprach dabei Deutsch mit norwegischem Akzent. Der richtige Gunnar Gaasland war ab 1936 mit Gertrud Meyer, Brandts Lübecker Jugendfreundin, verheiratet, die ihrem langjährigen Gefährten im Juli 1933 nach Norwegen gefolgt war. Die Ehe mit Gaasland bestand auf dem Papier und gab „Trudel“, die bis 1939 mit Brandt zusammenlebte, die norwegische Staatsangehörigkeit. Gaasland stellte Brandt seinen Namen zur Verfügung und blieb in Norwegen.
Brandt war 1937 für mehrere norwegische Zeitungen Berichterstatter im Spanischen Bürgerkrieg, in dem er den Kampf der linkssozialistischen POUM gegen die drohende Militärdiktatur der Falange unter dem putschenden General Franco unterstützte. Am 16. Juni entging er durch seine Rückkehr nach Oslo einer in Barcelona durchgeführten Verhaftungswelle. Am selben Tag war die POUM verboten worden. Die von Stalin beeinflusste Kommunistische Partei Spaniens und die POUM standen im Kampf gegen Franco zunehmend in militärischer und politischer Konkurrenz zueinander.
Nachdem er am 5. September 1938 infolge der Ausbürgerung durch die Reichsregierung staatenlos geworden war, bemühte er sich um die norwegische Staatsbürgerschaft. Während der deutschen Besetzung Norwegens im Zweiten Weltkrieg geriet er 1940 vorübergehend in deutsche Gefangenschaft. Da er aber bei seiner Ergreifung eine norwegische Uniform trug und nicht enttarnt wurde, konnte er nach seiner baldigen Freilassung nach Schweden fliehen. In Stockholm gründete er zusammen mit zwei schwedischen Journalisten eine schwedisch-norwegische Presseagentur, die 70 Tageszeitungen in Schweden belieferte. Zudem war er als Redakteur für die norwegische Zeitschrift Håndslag tätig.
Im Jahr 1939 bekamen deutsche Behörden heraus, dass ein verhafteter Angehöriger der Sozialistischen Arbeiterpartei auf einem Parteitag in Schweden den Psychoanalytiker Wilhelm Reich und Willy Brandt angetroffen hatte. Daraufhin leitete man ein Ermittlungsverfahren wegen „Vorbereitung zum Hochverrat“ gegen Brandt und Reich ein. Da sich beide im Ausland aufhielten und der inhaftierte Parteifunktionär jede Auskunft verweigerte, wurde der Fall an den Oberreichsanwalt beim Volksgerichtshof in Berlin abgegeben. Letztendlich konnte man weder Brandts noch Reichs habhaft werden. Dennoch soll der Volksgerichtshof wiederholt hinsichtlich Informationen zu Willy Brandt bei der Gestapo angefragt haben.
Im August 1940 wurde ihm von der Botschaft in Stockholm die norwegische Staatsbürgerschaft bestätigt. Bis zum Ende des Krieges blieb er in Stockholm, wo er gemeinsam mit August Enderle federführend an der Wiederannäherung der SAPD-Exilanten an die SPD mitarbeitete und im Januar 1945 zu den Gründern der Sozialistischen Tribüne gehörte, deren Chefredakteur er kurzzeitig war. Zusammen mit Martin Tranmæl, Torsten Nilsson, Henry Grünbaum, Fritz Bauer, Joachim Israel, Ernst Paul, Fritz Tarnow, Gunnar und Alva Myrdal, Stefan Szende und Bruno Kreisky war er an der Formulierung der „Friedensziele der demokratischen Sozialisten“ im März 1943 beteiligt, in denen Überlegungen zur europäischen Nachkriegsordnung publiziert wurden, die u. a. das Selbstbestimmungsrecht aller Nationen im Rahmen einer internationalen Rechtsordnung fordern. Mit Bruno Kreisky, dem späteren österreichischen Bundeskanzler, war er bis zu dessen Tode freundschaftlich verbunden und hielt im August 1990 die Grabrede bei Kreiskys Beerdigung.

### Rückkehr nach Deutschland

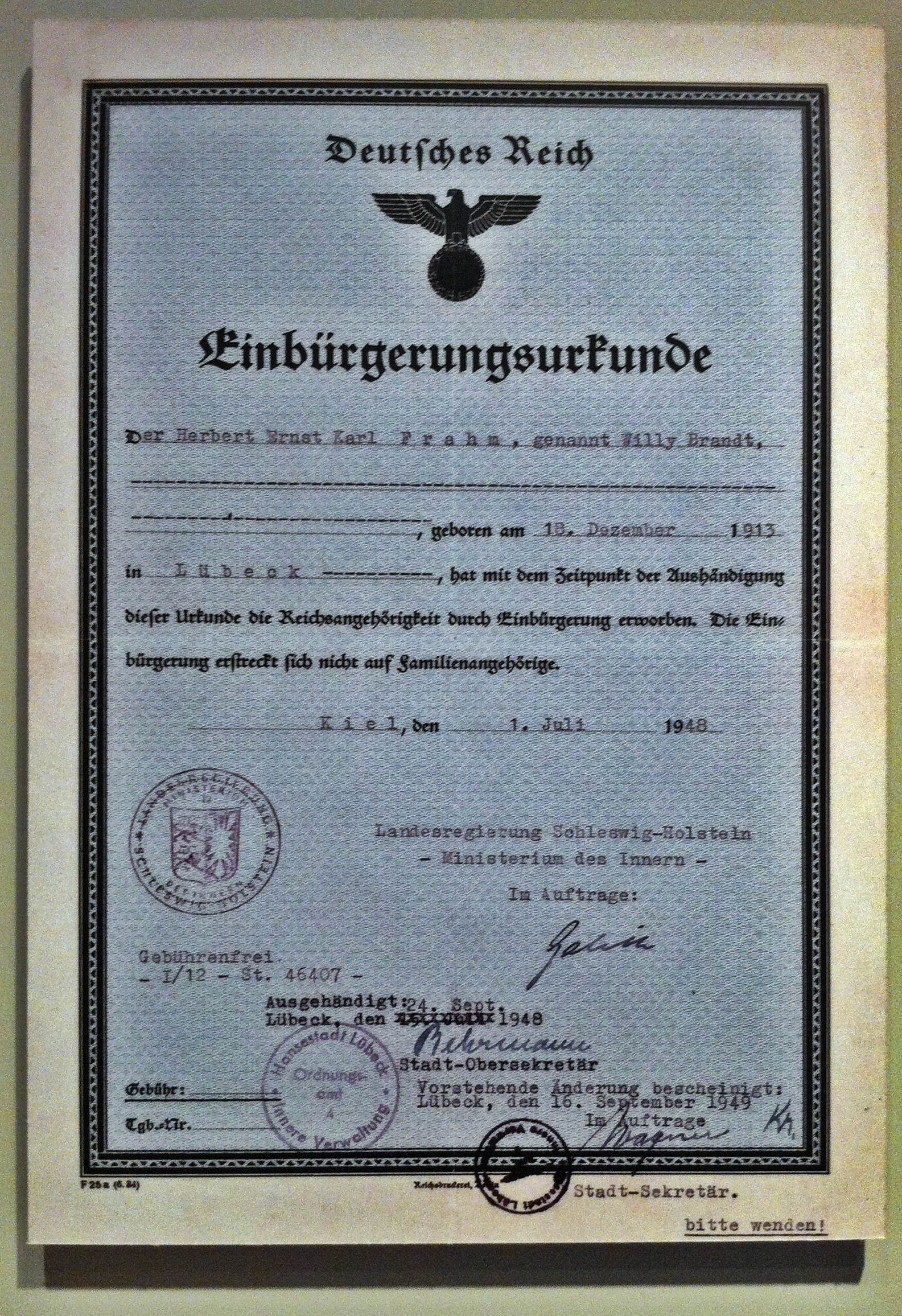
Einbürgerungsurkunde vom 1. Juli 1948

Nach dem Ende des Zweiten Weltkriegs hielt er sich 1945 und 1946 als Korrespondent für skandinavische Zeitungen wiederholt in Deutschland auf und berichtete vom Nürnberger Prozess gegen die Hauptkriegsverbrecher. Nachdem er am 20. Mai 1946 mit einer Rede in Lübeck über Deutschland und die Welt Zustimmung der dortigen Sozialdemokraten erfahren hatte, stand im Sommer 1946 nach einem Gespräch mit Theodor Steltzer Brandts Rückkehr nach Lübeck zur Diskussion. Er sollte als Nachfolger von Otto Passarge Bürgermeister von Lübeck werden. Doch „Lübeck kam mir ein wenig eng vor“, erklärte Brandt später, zumal ihm der norwegische Außenminister Halvard Lange inzwischen vorgeschlagen hatte, als Presseattaché der norwegischen Militärmission nach Berlin zu gehen, um vom beginnenden Kalten Krieg zu berichten. Seiner Geburtsstadt blieb Brandt trotzdem eng verbunden. So schloss er Wahlkämpfe bis hin zu Kommunalwahlkämpfen stets am Vortag der Wahl mit einer Kundgebung in Lübeck ab. Wie auch alle übrigen Angehörigen der Norwegischen Militärmission erhielt Brandt einen militärischen Rang verliehen, in seinem Fall den eines Majors. Als uniformierter Civilian Officer (Zivilbeamter) der Alliierten konnte er sich zwischen den Besatzungszonen relativ frei bewegen. Das Anlegen der Uniform des einstigen Kriegsgegners sollte Brandt später allerdings wiederholt Kritik und Häme von deutscher Seite einbringen.
Auf seinen Wunsch erhielt er am 1. Juli 1948 von der Regierung von Schleswig-Holstein mit Wirkung zum 24. September 1948 die deutsche Staatsangehörigkeit zurück, was zugleich seine norwegische Staatsbürgerschaft beendete (bis Juni 2024 war eine Einbürgerung in Deutschland grundsätzlich nur bei Verzicht auf die bisherige Staatsangehörigkeit möglich). Den Decknamen Willy Brandt, den er sich 1934 zugelegt hatte, nutzte er ab 1947 dauerhaft. Auf seinen Antrag hin genehmigte 1949 der Polizeipräsident in Berlin die Änderung seines Namens in Willy Brandt. Brandt selbst sprach 1961 von einem Allerweltsnamen, den er gewählt habe, allerdings gab es in Lübeck, als er dort sein Volontariat absolvierte, eine Schiffsausrüsterfirma mit dem Namen William Brandt Wwe.

### Politische Karriere in der Bundesrepublik

#### Berlin

##### Leiter des „Berliner Sekretariat“ des SPD-Parteivorstands
Brandt begann seine politische Karriere im Nachkriegsdeutschland im Januar 1948 in Berlin als Beauftragter des SPD-Parteivorstands in der Nachfolge von Erich Brost. Sein „Berliner Sekretariat“ hatte die Verbindung des Parteivorsitzenden Kurt Schumacher in Hannover zu den alliierten Behörden und zum SPD-Landesverband in Berlin aufrechtzuerhalten und Empfehlungen an den Parteivorstand auszuarbeiten. Obwohl kein organisatorischer Zusammenhang zwischen Brandts Parteibüro in Berlin-Wilmersdorf und dem Ostbüro der SPD in Berlin bestand, war die Zusammenarbeit intensiv. So ließ der Berliner Parteivorstand ihm unbekannte Besucher des Ostbüros erst nach „entsprechender Durchleuchtung“ bei Brandt vor. Brandt war es auch, der die Ergebnisse der Arbeit des Ostbüros auf internationalen Pressekonferenzen bekanntgab, so im Februar 1949 zum sowjetischen Uran-Bergbau in der Wismut. Die Denkschriften der SOPADE stützten sich auf Berichte, die auf Informationen illegaler SPD-Mitglieder in der SBZ zurückgingen, und hatten die Form wissenschaftlicher Analysen. Wie Brandt dem Parteivorstand in Hannover schrieb, übermittelte er sie, zum Teil auf Anforderung, auch verschiedenen „Dienststellen“ der drei westlichen Militärregierungen. Einen ersten Kontakt zu einem US-amerikanischen Geheimdienst hatte Brandts Vorgänger Brost im Februar 1947 mit der Bitte um Unterstützung aufgenommen, dabei jedoch Spionageeinsätze der Vertrauensleute des Ostbüros in der SBZ ausgeschlossen. Unter anderem gehörte zur Unterstützung auch die Übergabe von Währungsersatz, wie Zigaretten oder Rasierklingen, bestimmt für die Ostbüro-Vertrauten in der SBZ. Dass ein Mitarbeiter des Ostbüros „nebenbei“ auch für den US-Geheimdienst arbeitete, war dem Parteivorstand bekannt. Der östlichen Seite galt das Ostbüro als Spionagezentrale, wobei sie Brandt als einen der führenden Mitarbeiter identifizierte.
Im Dezember 2021 teilte Klaus Wiegrefe unter dem Titel „Informant ‚O-35-VIII‘ mit der Vorliebe für Whiskey“ im Spiegel unter Berufung auf eine nicht näher bezeichnete Information des Historikers Thomas Boghardt vom United States Army Center of Military History mit, dass Brandt von 1948 bis 1952 möglicherweise ohne Kenntnis des SPD-Parteivorstands Informant des US-Militärgeheimdienstes CIC war. Er habe den Amerikanern Informationen über die DDR und die sowjetischen Truppen geliefert und dafür zuerst Sachleistungen und ab 1950 pro Monat 250 DM entgegengenommen, was aufgrund der entsprechenden AFP-Meldung in der Presse sofort Verbreitung fand. Für die Förderung seiner politischen Karriere sollen Brandt und Hans Emil Hirschfeld laut Boghardt 1950 von den Amerikanern 200.000 D-Mark erhalten haben, nachdem beide sich mit den Amerikanern in der deutschen CIA-Zentrale im I.G. Farben-Gebäude in Frankfurt am Main getroffen hatten. Beide wurden zur „Geheimhaltung“ angehalten. Über die nächsten zwei Jahre erhielt Hirschfeld weitere 106.000 D-Mark. Auch nach dem Ende seiner Informantentätigkeit soll er mit US-amerikanischen Geheimdienstmitarbeitern in Kontakt geblieben sein.

##### (Bundestags-)Abgeordneter, Berliner Parlamentspräsident und Regierender Bürgermeister

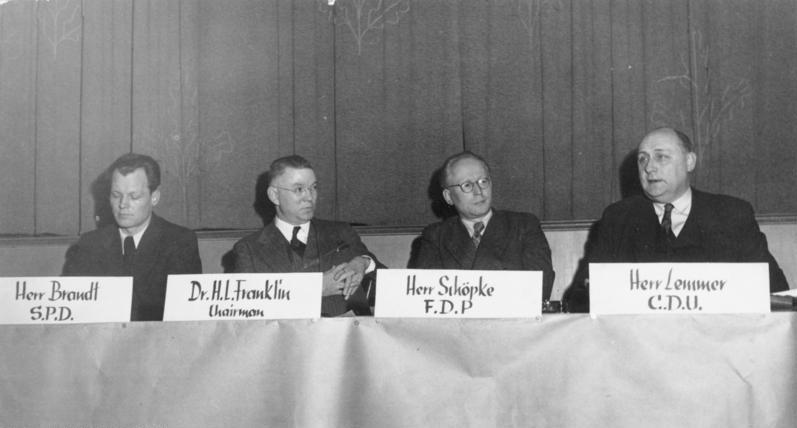
Brandt am 16. März 1949 in Berlin

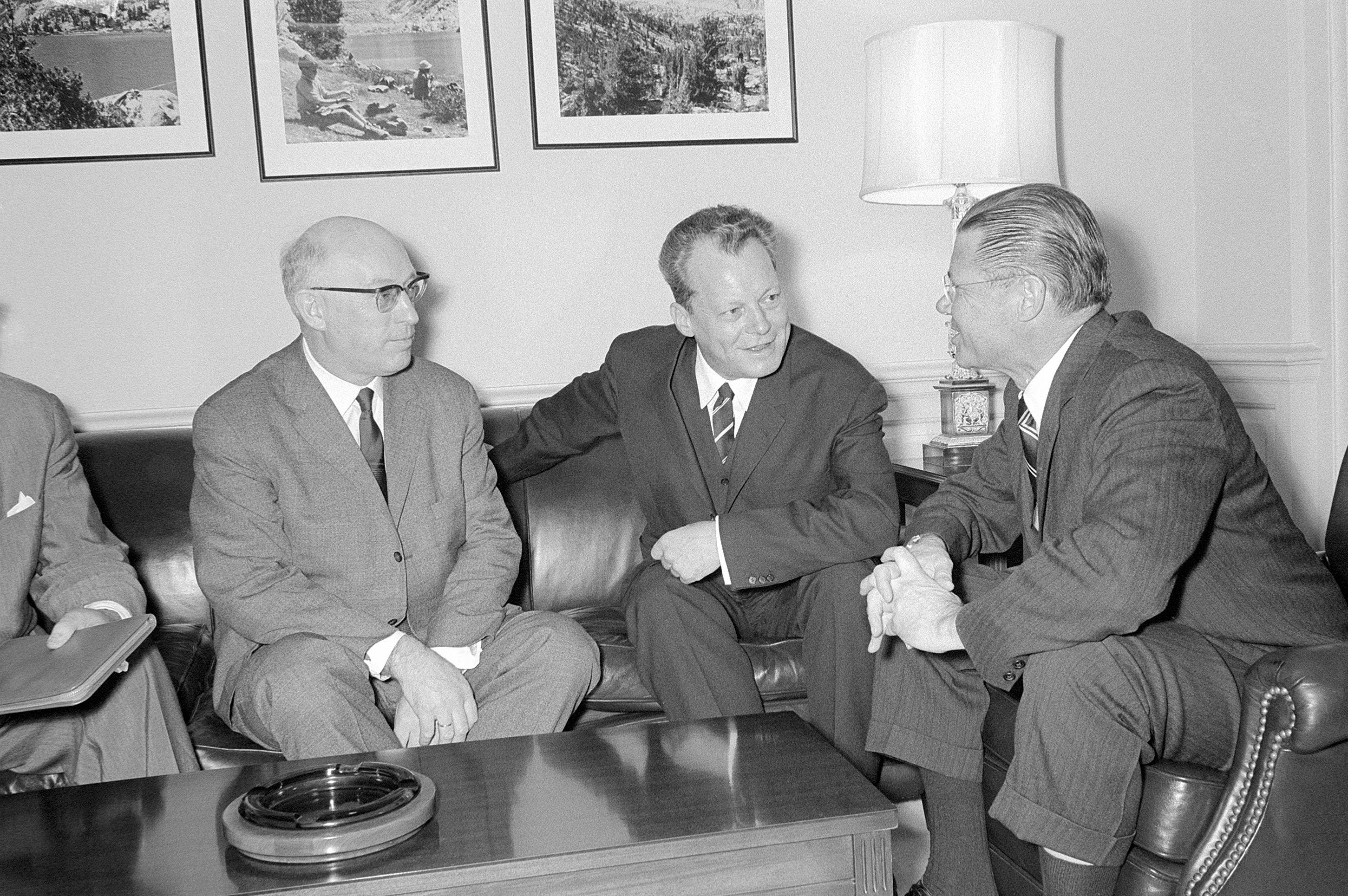
US-Verteidigungsminister Robert McNamara (rechts) im Gespräch mit dem SPD-Fraktionsvorsitzenden Fritz Erler (links) und Berlins Regierendem Bürgermeister Brandt in Arlington, Virginia, USA (1965)

Die 1948 im bereits geteilten Berlin nur in West-Berlin gewählte Berliner Stadtverordnetenversammlung entsandte ihr Mitglied Willy Brandt 1949 als Berliner Abgeordneten der SPD in den ersten Deutschen Bundestag. Am 3. Dezember 1950 wurde er in das Abgeordnetenhaus von Berlin gewählt und gehörte diesem bis zum Ende der 5. Wahlperiode an. 1955 wurde Brandt zum Präsidenten des Abgeordnetenhauses gewählt. Es entsandte ihn in den zweiten Bundestag von 1953 bis 1957 und den vierten Bundestag, dem er allerdings nur für wenige Wochen Ende 1961, angehörte. Von der Bundestagswahl 1969 bis zu seinem Tode im Jahre 1992 gelangte er über die Landesliste Nordrhein-Westfalen in den Bundestag.  Bei der Wahl zum Abgeordnetenhaus von Berlin 1971 am 14. März 1971 kandidierte er nicht mehr. 
Nach der gewaltsamen Niederschlagung des Ungarnaufstands kam es im November 1956 zu mehreren anti-sowjetischen Demonstrationen in Berlin. Bei einer dieser Demonstrationen bezog Brandt im Unterschied zu anderen Berliner Politikern „mit markigen Worten“ Stellung, so dass er „die Menschen für sich gewann“. In der Folge setzte er sich an die Spitze eines Demonstrationszugs, der die Sowjetische Botschaft im Ostsektor Berlins zum Ziel hatte und außer Kontrolle zu geraten drohte. Es gelang Brandt, den Demonstrationszug umzulenken und die „hoch explosive Situation“ zu entspannen. Nach dem Urteil der Berliner Presse hatte Brandt damit den politischen Durchbruch in Berlin erzielt und galt als künftiger „Regierender“.
Willy Brandt wurde am 3. Oktober 1957 als Nachfolger des verstorbenen Otto Suhr mit 86 Ja- und zehn Nein-Stimmen bei 22 Enthaltungen zum Regierenden Bürgermeister von Berlin gewählt. Die Bemühungen des Vorsitzenden der Berliner SPD, Franz Neumann, um einen anderen Kandidaten waren gescheitert. Neumann hatte seine Gegenwehr mit Brandts Namensänderung und seiner angeblichen Beteiligung an den kommunistischen Interbrigaden im Spanischen Bürgerkrieg begründet. Die Gegnerschaft zwischen Brandt und Neumann beruhte auf unterschiedlichen politischen Konzepten. Eine Gruppe von Remigranten um Brandt und Ernst Reuter versuchte gegen den Widerstand der Gruppe um Franz Neumann, eine Westorientierung der SPD durchzusetzen. Unterstützt wurden sie dabei von einer Gruppe liberaler amerikanischer Besatzungsoffiziere um Shepard Stone.
In seiner Funktion als Regierender Bürgermeister war Brandt vom 1. November 1957 bis zum 31. Oktober 1958 turnusmäßig Bundesratspräsident.
Brandt wurde 1958 und 1963 wiedergewählt und bildete jeweils trotz absoluter Mehrheiten für die SPD Koalitionsregierungen mit der CDU (Senat Brandt I, Senat Brandt II) und der FDP (Senat Brandt III). Er hatte das Amt bis Dezember 1966 inne, als er in die Bundesregierung eintrat und darauf als Regierender Bürgermeister von Heinrich Albertz abgelöst wurde.
In Brandts Berliner Jahre fielen zwei weitere internationale Krisen, die Berlin betrafen: die Zweite Berlin-Krise 1958 und der Mauerbau 1961, in denen Brandt sich nachdrücklich für die Interessen Berlins einsetzte. Sein Auftreten in diesen Spannungssituationen trug dazu bei, Brandts Ansehen national und international zu stärken. Brandt wurde in dieser Zeit von den Zeitungen des Verlegers Axel Springer unterstützt, der dem Bundeskanzler Konrad Adenauer vorwarf, mit der Westintegration der Bundesrepublik das Ziel der deutschen Wiedervereinigung aus den Augen zu verlieren.

##### Zweite Berlin-Krise

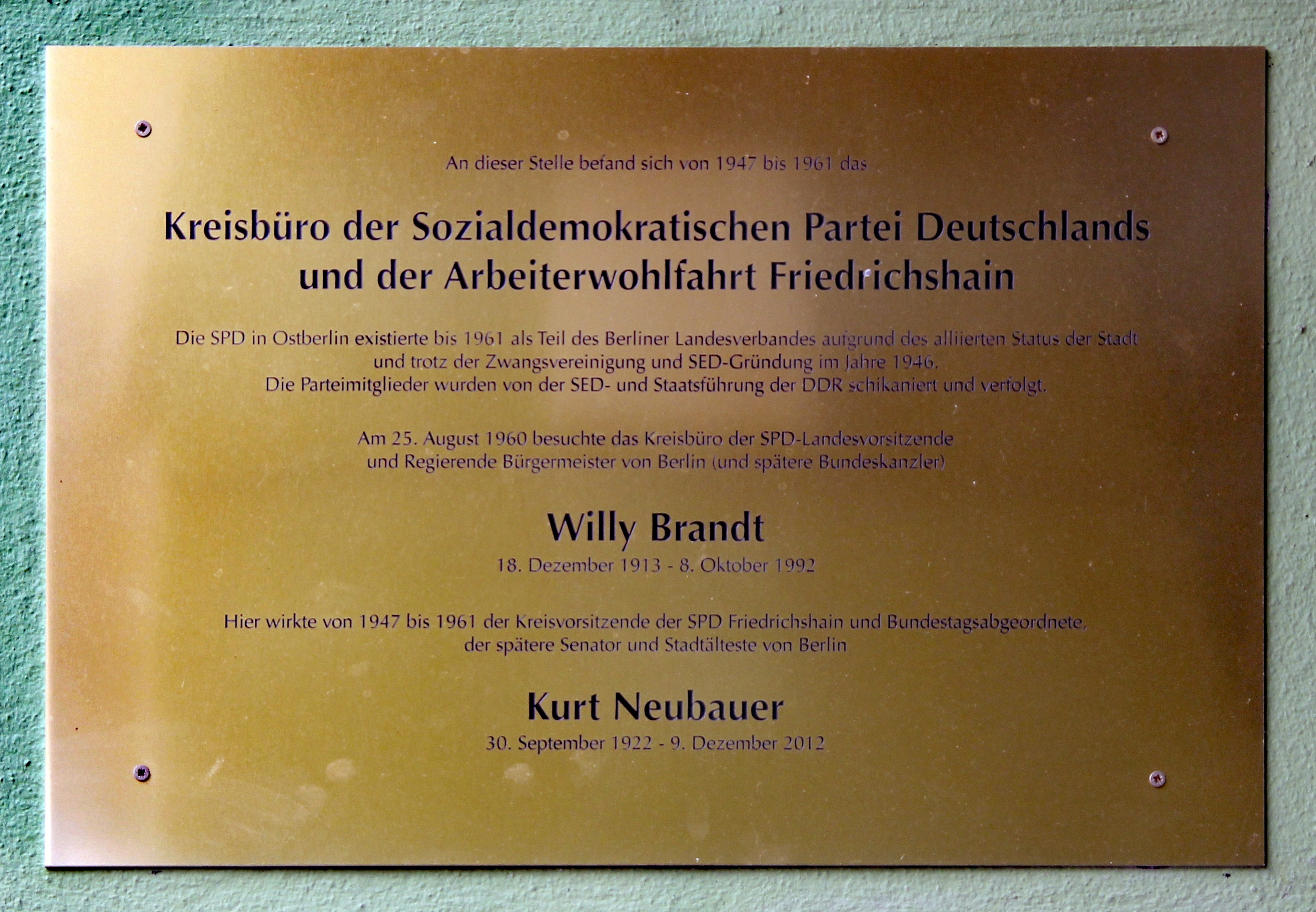
Gedenktafel am Haus, Krossener Straße 22, in Berlin-Friedrichshain

Zwei Wochen vor der Wahl zum Abgeordnetenhaus am 7. Dezember 1958, bei der Brandt gegen den CDU-Kandidaten Franz Amrehn antrat, löste Nikita Chruschtschow die Zweite Berlin-Krise aus mit seiner Ankündigung, der DDR die Kontrolle über die Verbindungswege zwischen Westdeutschland und West-Berlin zu übertragen, wenn nicht innerhalb eines halben Jahres eine alliierte Übereinkunft über den Status Berlins als Freie Stadt zustandekomme (sogenanntes erstes Chruschtschow-Ultimatum). Brandt setzte sich in dieser Zeit bei den Westalliierten und der Bundesregierung „entschieden“ für die Rechte West-Berlins ein und formte den Leitspruch „Berlin bleibt frei“. Er trug maßgeblich dazu bei, den Widerstand der Westalliierten gegen Chruschtschows Ultimatum herauszubilden. Seine Standhaftigkeit machte ihn zu einer national und international anerkannten Persönlichkeit.
Sein von der West-Berliner Bevölkerung als besonderes verantwortungsbewusst wahrgenommenes Auftreten zahlte sich bei der Wahl am 7. Dezember 1958 aus: Die SPD steigerte sich um 8,0 Prozentpunkte und erreichte mit 52,6 % der Stimmen die absolute Mehrheit. Trotzdem setzte Brandt die Koalition mit der CDU fort. 1963 erreichte die Berliner SPD mit 61,9 % der Stimmen das zweitbeste Ergebnis ihrer Geschichte.

##### Mauerbau

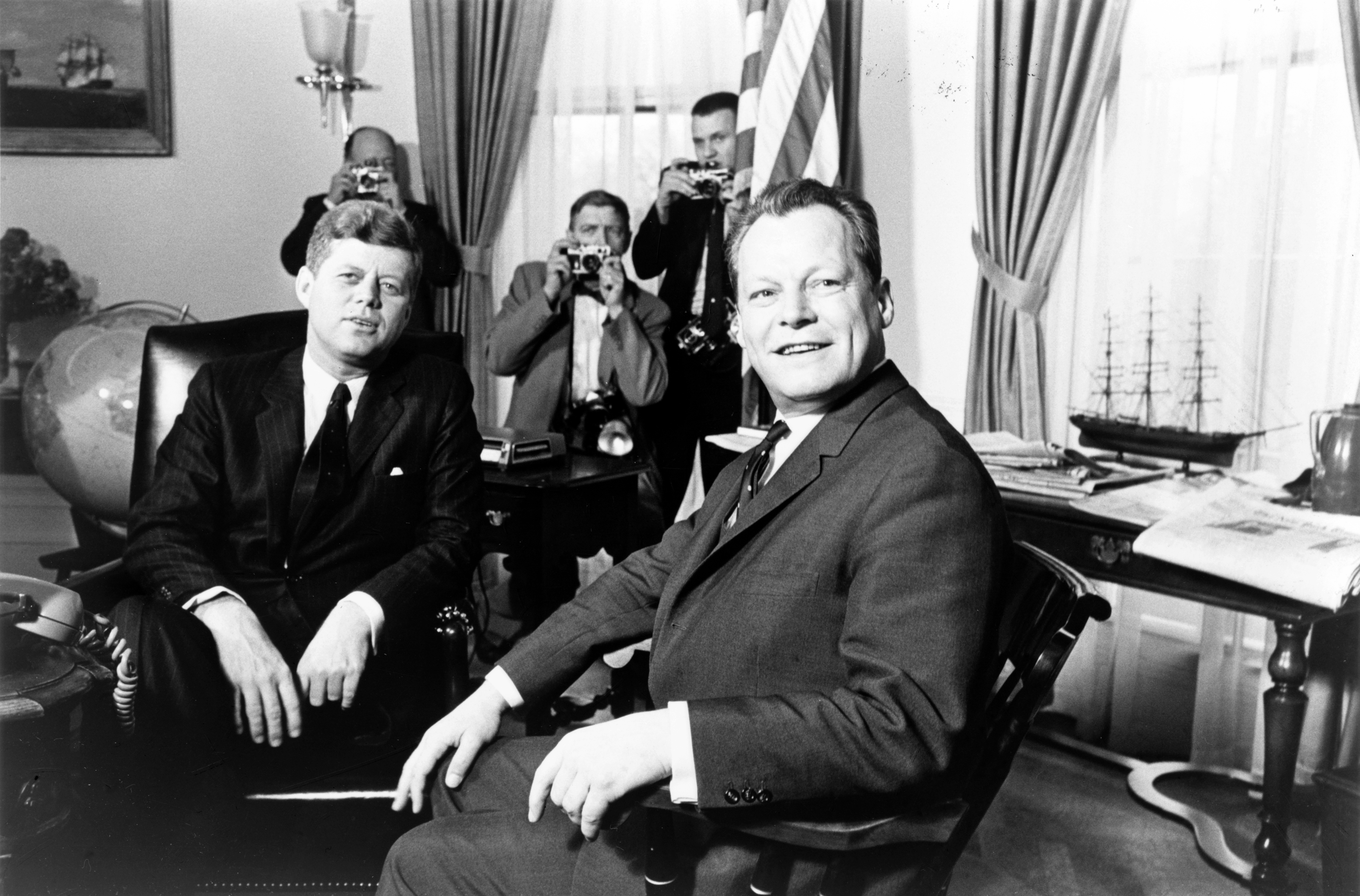
Kennedy und Brandt am 13. März 1961 in Washington

In die Schlussphase des Bundestagswahlkampfs 1961 fiel der Bau der Berliner Mauer am 13. August 1961. Während Adenauer den Wahlkampf zunächst scheinbar unbeeindruckt fortsetzte, was als Gleichgültigkeit empfunden wurde und viele Berliner und selbst seine eigenen Anhänger „irritierte“, brach Brandt seine Wahlkampftour ab, setzte sich mit dem US-amerikanischen Präsidenten John F. Kennedy in Verbindung und zeigte öffentlich „eine entschiedene Haltung“, die dem Empfinden der Berliner Bevölkerung entsprach. Mit seinem Verhalten nach dem Mauerbau übernahm Brandt im August 1961 eine nationale und überparteiliche Rolle und gewann „weiter an politischer Statur“. Allerdings erreichte er in der Sache nichts. Die amerikanische Regierung wies Brandts Anregungen und seine Bitte um Unterstützung zurück; Kennedy empfahl Brandt, die Hoffnung auf eine baldige Wiedervereinigung aufzugeben und die Realitäten anzuerkennen.

##### Brandt und Kennedy

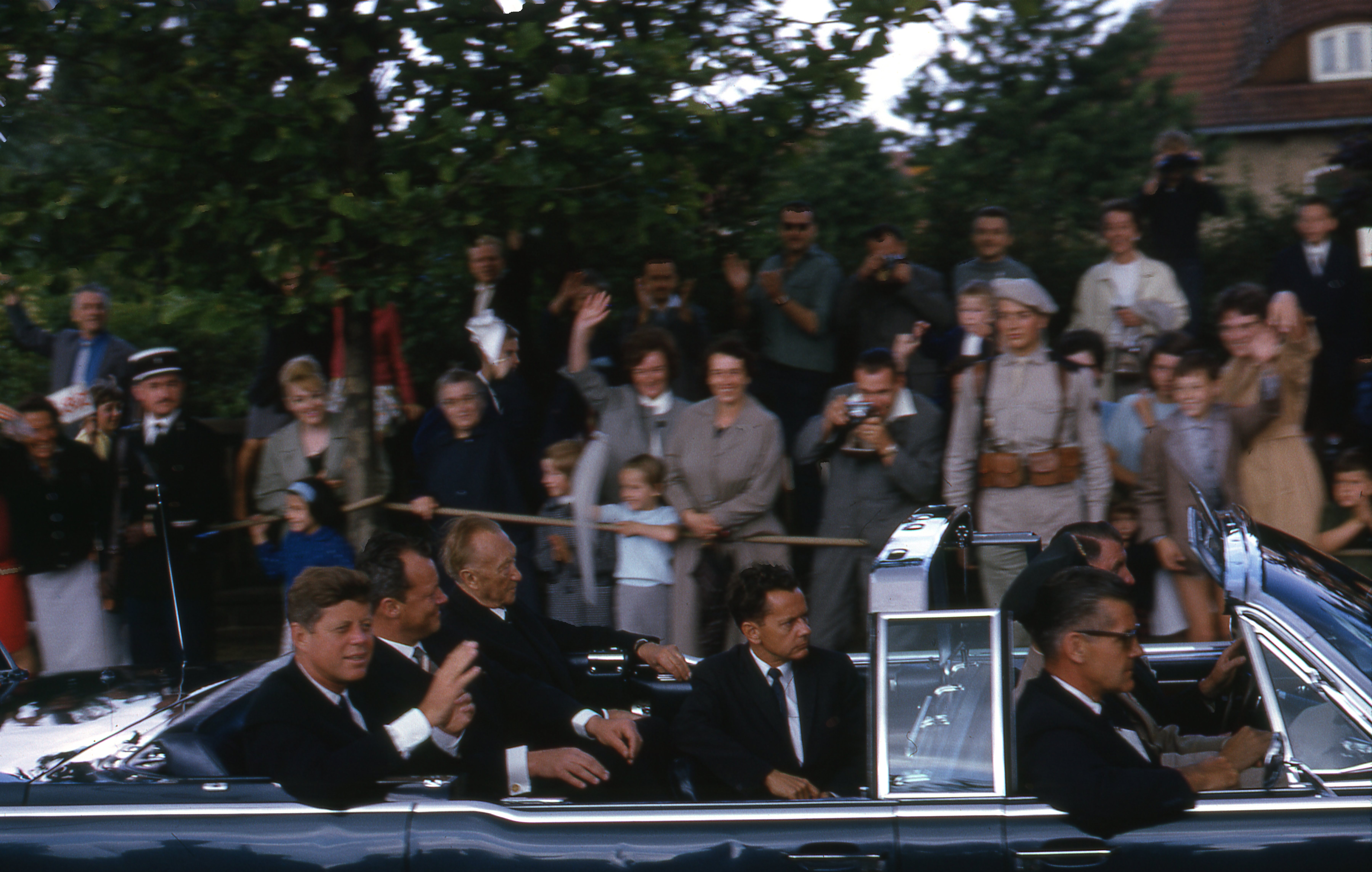
Willy Brandt mit John F. Kennedy und Konrad Adenauer am 26. Juni 1963 in West-Berlin

Brandt war in den späten 1950er-Jahren ein Bewunderer John F. Kennedys, zu dem er nach eigenen Worten das „Gefühl der Geistesverwandtschaft“ empfand, und schätzte dessen dynamisch-modernes Auftreten. Brandt lernte Kennedy 1961 als Regierender Bürgermeister bei einem Besuch in Washington persönlich kennen.
Während des Bundestagswahlkampfs 1961 versuchte Brandt, sich als junge, moderne Alternative von dem inzwischen 85-jährigen Adenauer abzusetzen. Manche Beobachter waren der Ansicht, Brandt habe dabei Kennedy „auf peinliche Weise kopiert“ und versucht, sich „zum deutschen Kennedy aufzuschwingen“. Nach Kennedys zurückhaltender Reaktion auf den Bau der Berliner Mauer distanzierte sich Brandt zunächst von dem amerikanischen Präsidenten, der Brandt in einem internen Gespräch als „Bastard“ bezeichnet hatte. Bei Kennedys Besuch in West-Berlin am 26. Juni 1963 erfuhr er von ihm „größtmögliche Unterstützung und Anerkennung“.
Zuvor hatten Differenzen zwischen dem Regierenden Bürgermeister und dem Bundeskanzler darüber, wer Kennedy als Erster die Hand schütteln und wer bei der Stadtrundfahrt neben ihm sitzen dürfe, ihre gegenseitige Abneigung deutlich werden lassen. Brandt begrüßte seinen Gast vor dem Rathaus Schöneberg mit den Worten: „Wir grüßen nicht nur das Amt, wir grüßen auch den Mann.“
Dann hielt Kennedy seine eingehend vorbereitete und stürmisch bejubelte Rede zu den Werten der westlichen Welt mit dem zweimaligen Bekenntnis: „Ich bin ein Berliner“. Brandts Hoffnung, Kennedys Rede werde auch ein Signal für eine Entspannungspolitik senden, erfüllte sich aber nicht. Der Witwe des ermordeten Präsidenten, Jacqueline Kennedy, ließ Brandt im Namen Berlins das Manuskript von Requiem für John F. Kennedy (1963) von Johannes Baptist Waas als Weihnachtsgabe überreichen.

#### In der Bundespolitik (1961–1969)

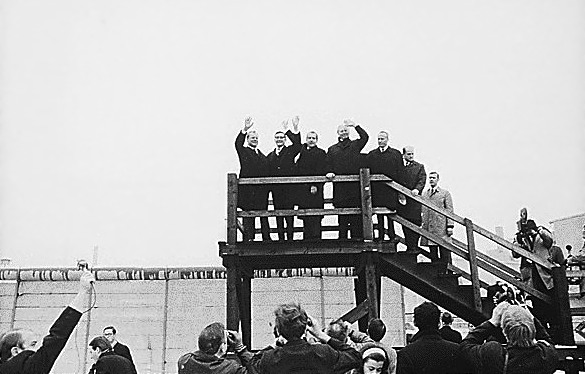
Besuch Richard Nixons in Berlin (1969)

Bei der Bundestagswahl 1961 trat Brandt erstmals als Kanzlerkandidat seiner Partei gegen Konrad Adenauer an. Adenauer spielte am 14. August 1961, einen Tag nach Beginn des Mauerbaus in Berlin, bei einer Wahlveranstaltung in Regensburg auf Brandts Jahre im Exil an, als er von seinem Gegenkandidaten als „Brandt alias Frahm“ sprach, doch wurde der Ausdruck auch als Hinweis auf seine nichteheliche Geburt verstanden. Am 16. August wiederholte Adenauer diese Formulierung in Bonn. Franz Josef Strauß hatte bereits im Februar 1961 in Vilshofen unter Anspielung auf Brandts Exiljahre, die immer wieder zum Anlass für persönliche Angriffe bis hin zum Vorwurf des Vaterlandsverrats genommen wurden, gesagt: „Eines wird man Herrn Brandt doch fragen dürfen: Was haben Sie zwölf Jahre lang draußen gemacht? Wir wissen, was wir drinnen gemacht haben.“ Auch später wurde er aufgrund seiner Vergangenheit diffamiert, während früheren Nationalsozialisten ihre Vergangenheit verziehen wurde. Immer wieder griff die konservative Presse Brandts Vergangenheit auf und legte sie gegen ihn aus. Zu den bekannten Vorwürfen kam im Wahlkampf 1961 die Instrumentalisierung seines Privatlebens in der öffentlichen Auseinandersetzung hinzu. 1965 erklärte Brandt: „Dieser Wahlkampf hat Wunden hinterlassen.“
Bei der Wahl am 17. September 1961 erzielte die SPD einen Stimmenzuwachs von 4,4 Prozentpunkten. Zugleich verlor die CDU einen ähnlich hohen Stimmenanteil und damit die absolute Mehrheit. Im Hinblick auf die Entwicklungen in Berlin kam es zu Überlegungen, in Bonn eine Allparteienregierung oder zumindest eine Große Koalition zu bilden. Neben Bundespräsident Heinrich Lübke und Bundestagspräsident Eugen Gerstenmaier gehörte auch Brandt zu den Unterstützern dieser Idee. Einige Überlegungen gingen so weit, Brandt für diesen Fall das Amt des Außenministers zu übertragen, das die Union bis dahin immer selbst besetzt hatte. Letztlich setzte sich aber Adenauer durch, der die Neuauflage einer bürgerlichen Koalition mit der FDP bevorzugte.

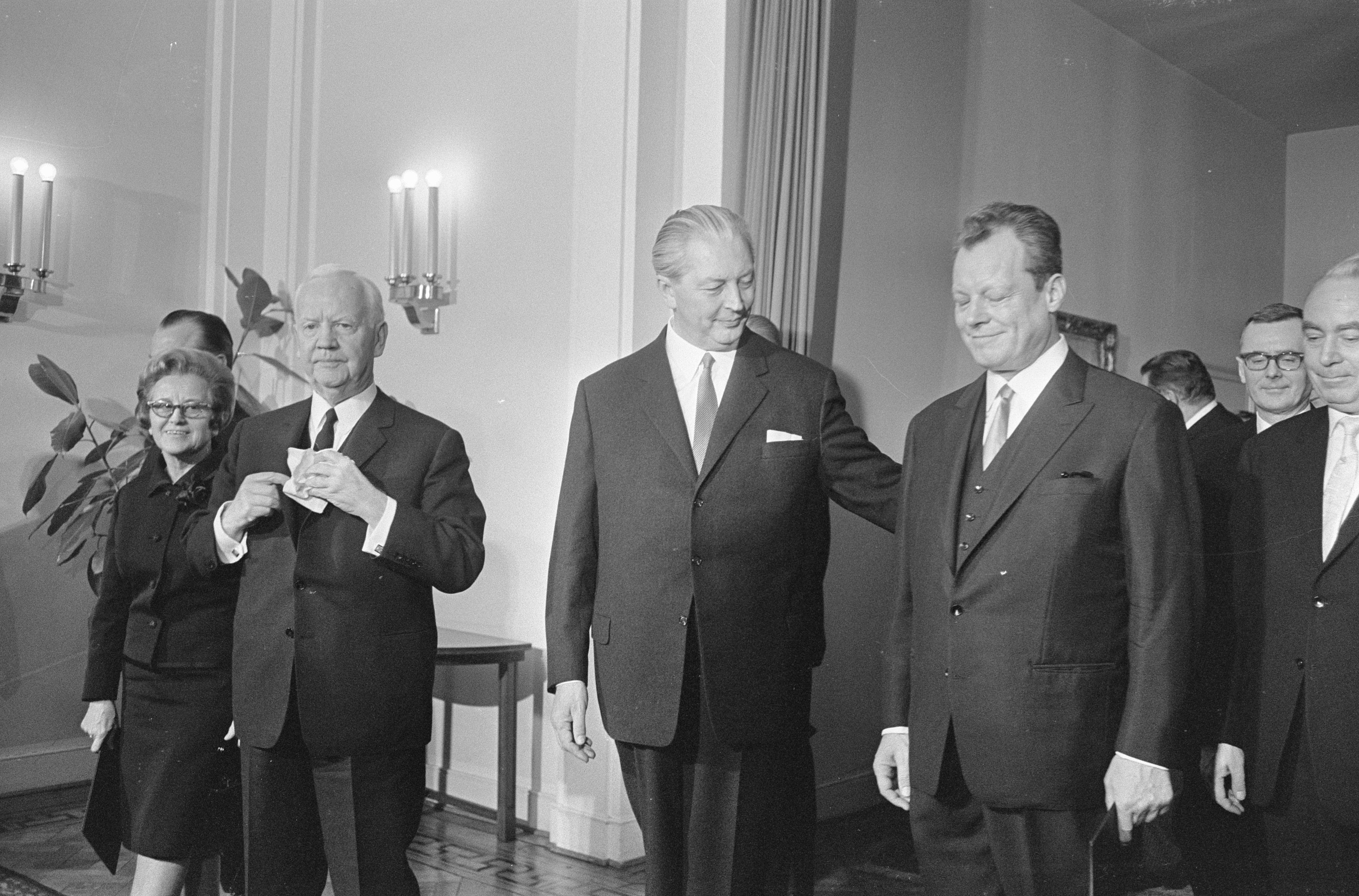
Willy Brandt mit Bundespräsident Lübke und Bundeskanzler Kiesinger am 1. Dezember 1966

1962 übernahm Brandt auf Initiative von Herbert Wehner den stellvertretenden Parteivorsitz, 1964 als Nachfolger des verstorbenen Erich Ollenhauer den Bundesvorsitz der Sozialdemokratischen Partei Deutschlands, den er bis 1987 innehatte. Bei der Bundestagswahl 1965 kandidierte er erneut als SPD-Spitzenkandidat und unterlag Bundeskanzler Ludwig Erhard, woraufhin er sich enttäuscht vorübergehend von der Bundespolitik zurückzog und eine weitere Kanzlerkandidatur ausschloss. Auf dem SPD-Parteitag im Juni 1966 wurde er mit 326 von 426 Stimmen wiedergewählt.
Nach Erhards Rücktritt am 1. Dezember 1966 wurde Kurt Georg Kiesinger (CDU) zum Bundeskanzler gewählt, der eine Große Koalition mit der SPD bildete. Willy Brandt trat von seinem Berliner Amt zurück, übernahm das Amt des Außenministers und wurde Vizekanzler (Kabinett Kiesinger). Er bezog im Frühjahr 1967 eine Dienstvilla am Bonner Venusberg, in der er mit seiner Familie sieben Jahre lang wohnte.

#### Bundeskanzler (1969–1974)

##### Kabinett Brandt I (1969–1972)

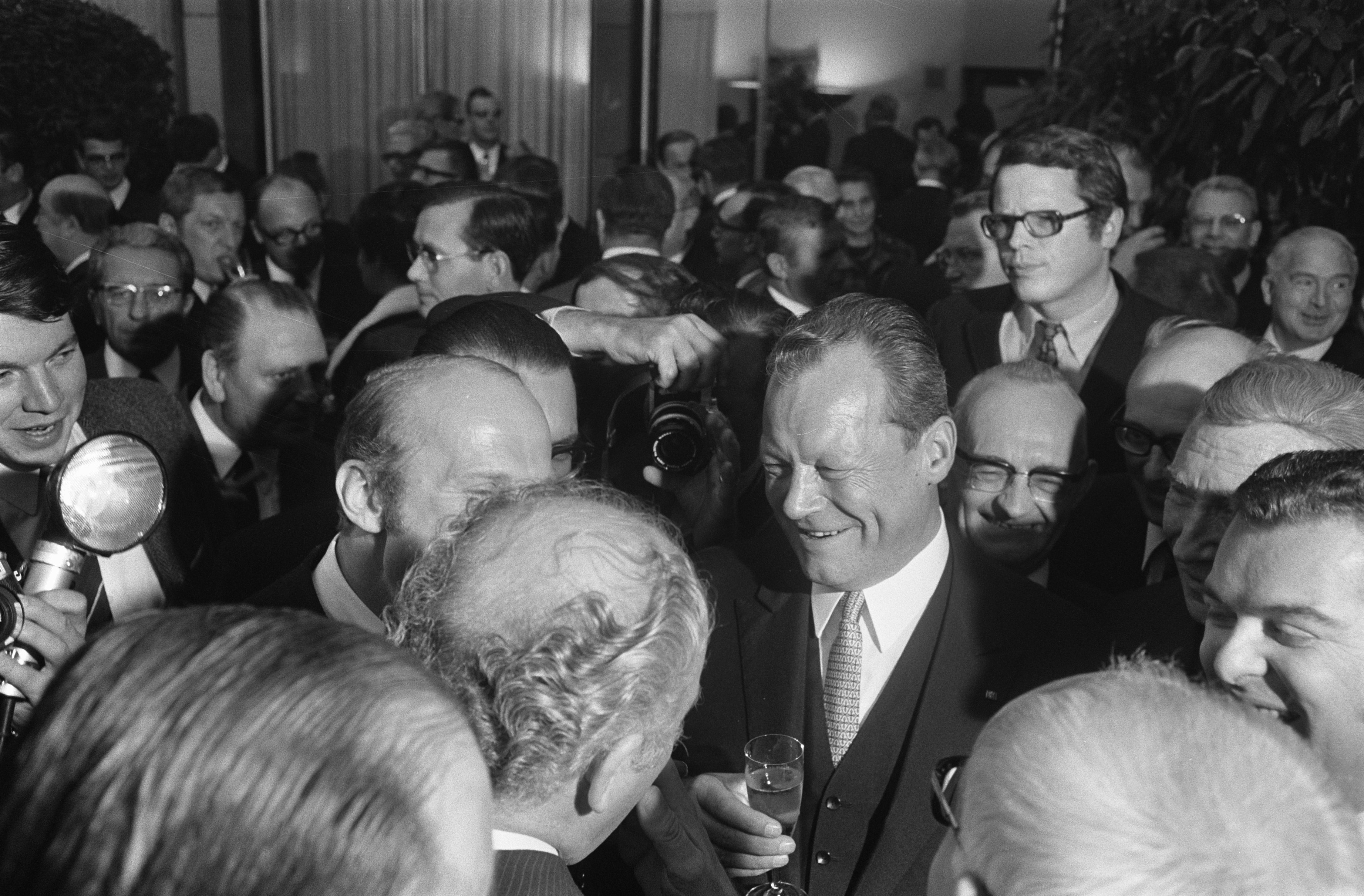
Willy Brandt nach der Wahl zum Bundeskanzler am 21. Oktober 1969

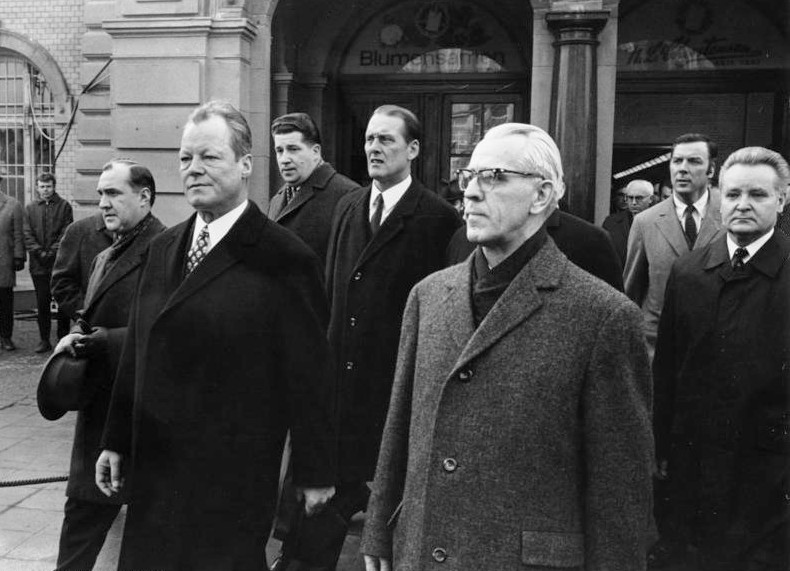
Brandt mit Willi Stoph in Erfurt (1970)

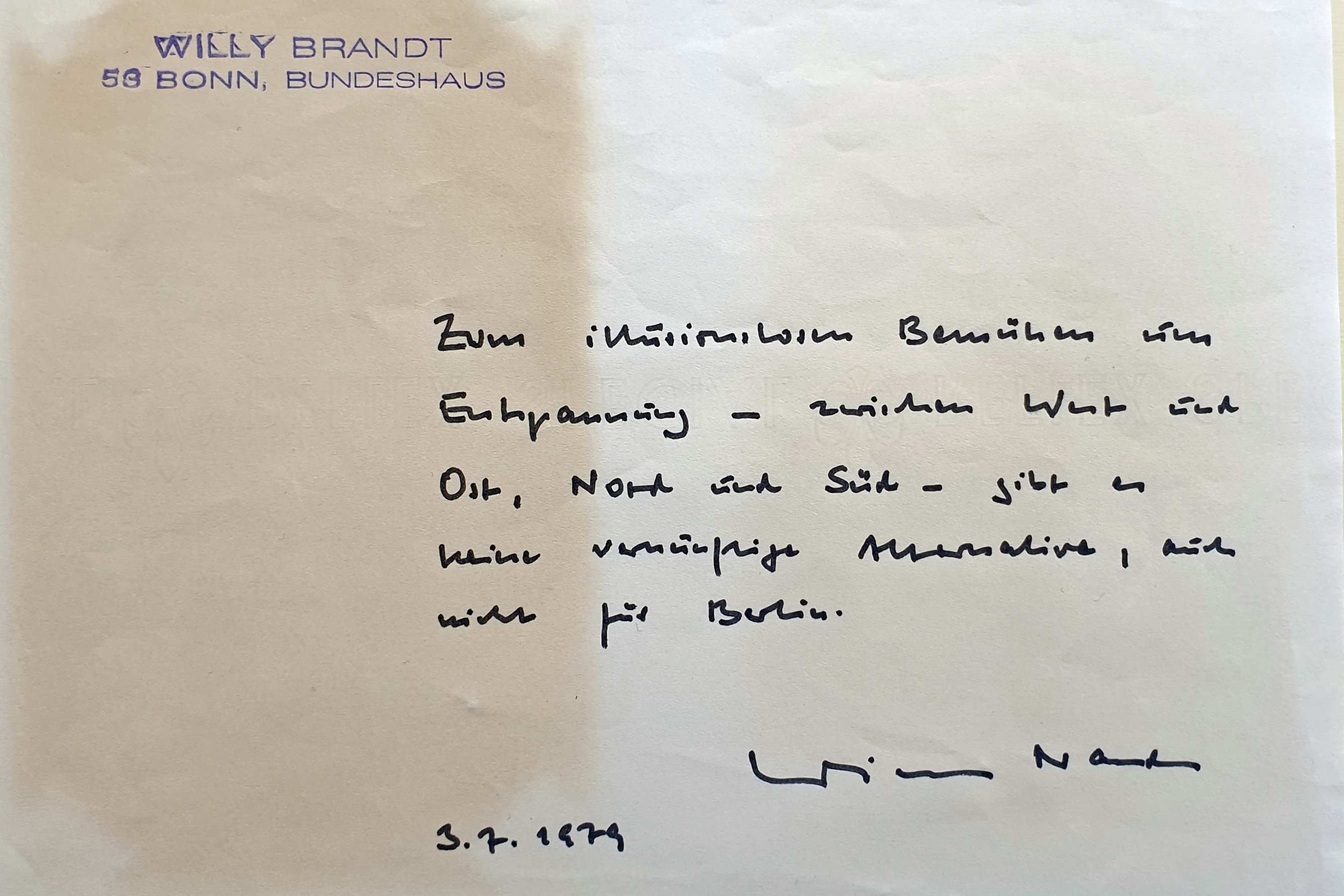
Eigenhändig geschriebenes Zitat zur Entspannungspolitik

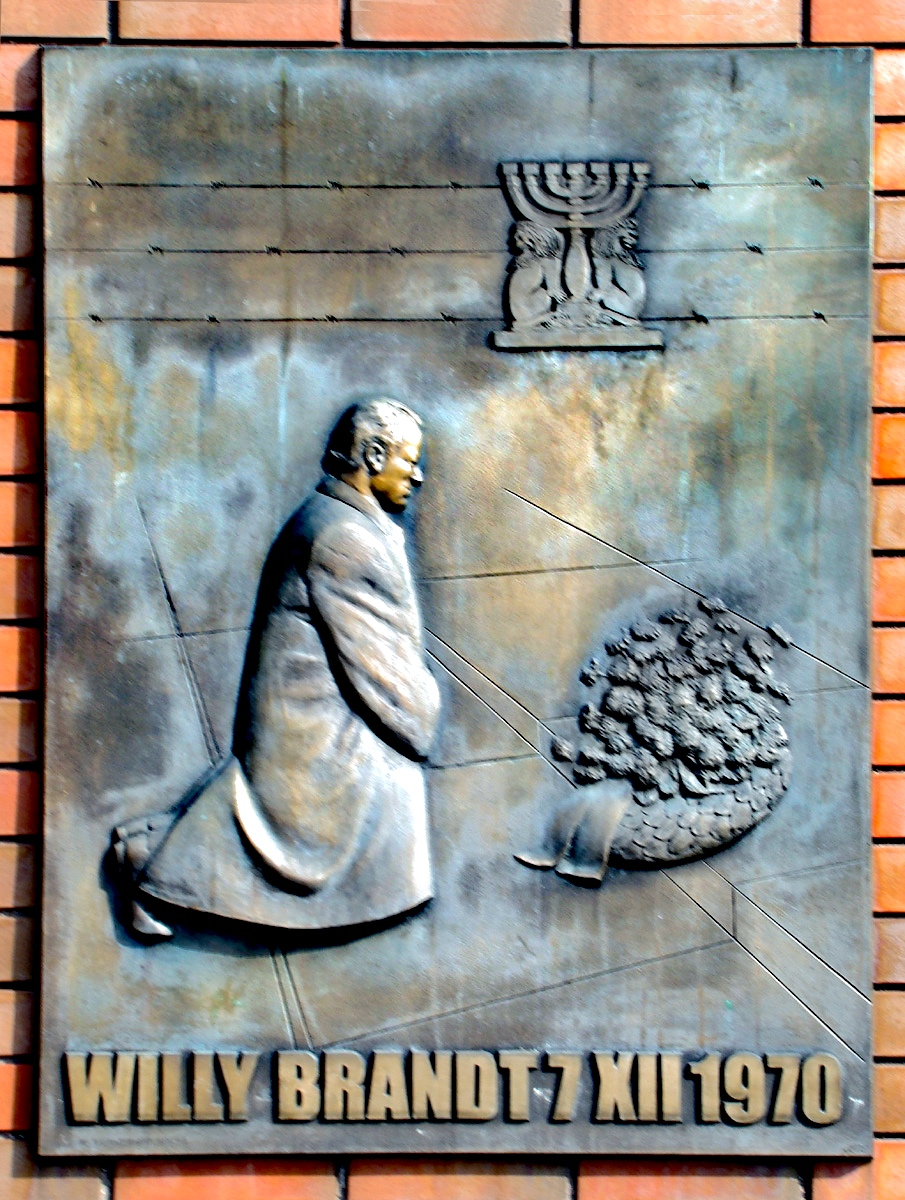
Bronzetafel am Denkmal des Kniefalls auf dem Willy-Brandt-Platz in Warschau

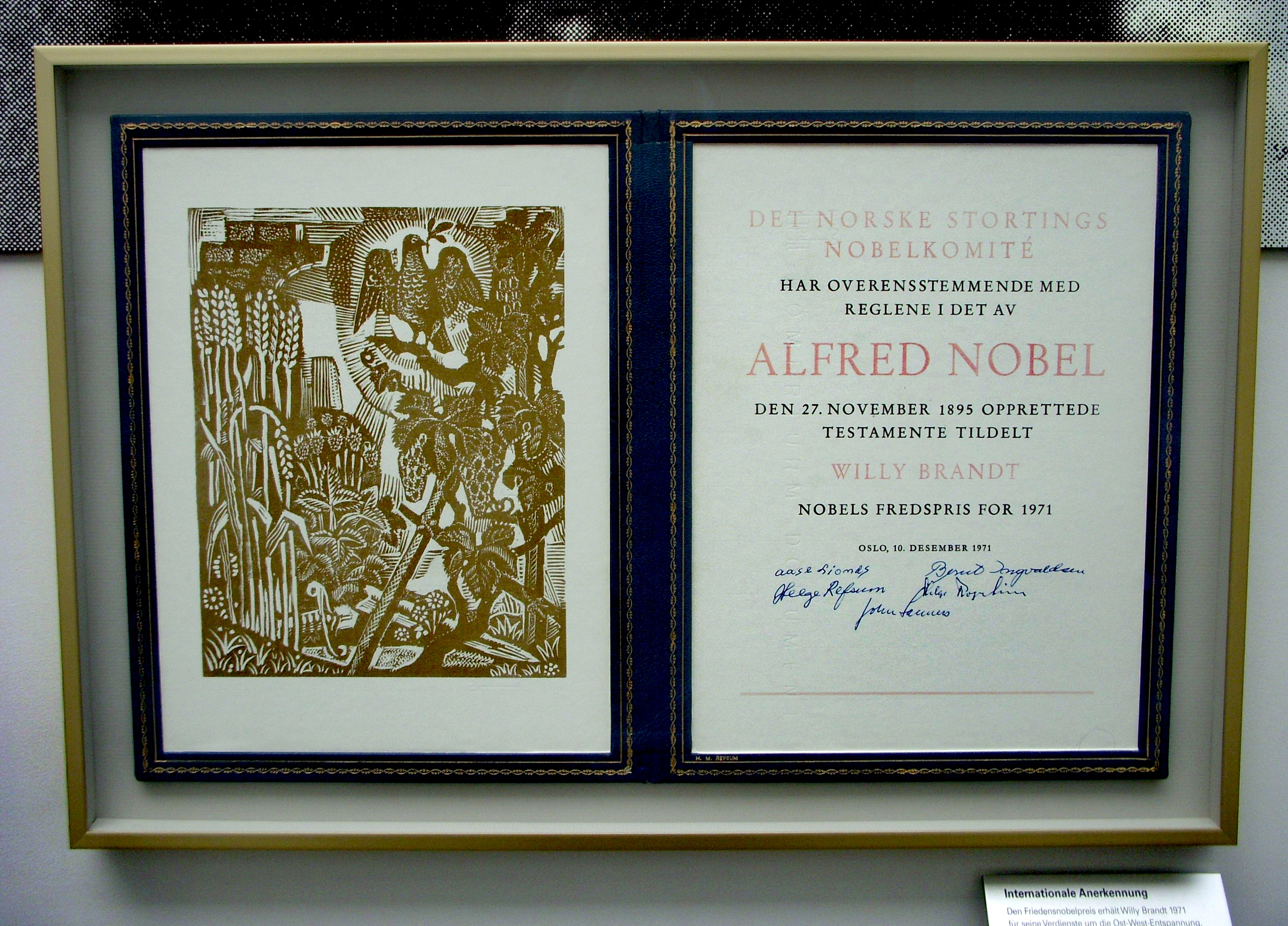
Willy Brandts Urkunde für den Friedensnobelpreis 1971 im Haus der Geschichte in Bonn

Bundestagswahlkampf 1972: SPD-Spitzenkandidat Willy Brandt

Nach der Bundestagswahl im September 1969 bildete Willy Brandt gegen den Willen von Herbert Wehner und Helmut Schmidt, die eine Fortsetzung der Großen Koalition vorgezogen hätten, eine Koalition mit der FDP. Die sozialliberale Koalition verfügte über eine Mehrheit von nur zwölf Sitzen. Der Bundestag wählte Brandt am 21. Oktober 1969 zum vierten Bundeskanzler in der Geschichte der Bundesrepublik. Stellvertreter des Bundeskanzlers und Außenminister wurde Walter Scheel (FDP).
Als Begriff wurde die „Neue Ostpolitik“ international bekannt, die den Kalten Krieg unter der Losung „Wandel durch Annäherung“ bzw. „Politik der kleinen Schritte“ abmildern, sowie die Berliner Mauer und die Grenze zur DDR durchlässiger machen sollte. Brandts Staatssekretär im Bundeskanzleramt Egon Bahr wurde zum entscheidenden Architekten der auszuhandelnden Vertragswerke. Trotz gewisser anfänglicher Skepsis ausländischer Politiker wie Nixon, Kissinger und Pompidou unterstützten die Westmächte diese Politik.
Am 19. März 1970 begann Willy Brandt als erster Bundeskanzler mit dem Vorsitzenden des Ministerrates der DDR Willi Stoph ein offizielles Gespräch mit einem Politiker der DDR, die von der Bundesrepublik bis dahin nicht als gleichberechtigter und unabhängiger Staat anerkannt wurde. Erfurt als Ort des „Erfurter Gipfeltreffens“ war ein protokollarischer Kompromiss, weil man sich auf Ost-Berlin wegen gegensätzlicher Auffassungen in der Berlin-Frage nicht einigen konnte. Vor dem Erfurter Hof, in dem Brandt wohnte, kamen aus einer großen Menschenmenge laute „Willy, Willy“-Rufe, die eindeutig auf Brandt bezogen waren und die DDR-Machthaber irritierten. Am 21. Mai 1970 erfolgte Stophs Gegenbesuch in Kassel.
Am 12. August 1970 unterzeichnete Willy Brandt in Moskau den Moskauer Vertrag zwischen der Bundesrepublik Deutschland und der Sowjetunion, in der beide Seiten die Unverletzlichkeit der deutschen Nachkriegsgrenzen anerkannten, als erstes bedeutendes Dokument der Entspannungspolitik.
Ebenso wichtig war die Unterzeichnung des Warschauer Vertrags zwischen der Bundesrepublik Deutschland und der Volksrepublik Polen am 7. Dezember 1970, mit dem die Oder-Neiße-Grenze als Grenze zwischen beiden Ländern offiziell anerkannt wurde. Brandts symbolkräftiger Kniefall von Warschau am Mahnmal des Ghetto-Aufstandes von 1943 fand weltweit große Beachtung.
Am 17. Dezember 1971 unterzeichneten Bahr und der DDR-Staatssekretär Michael Kohl am Sitz des Bundespräsidenten in Bonn das Transitabkommen, das die Nutzung der Zugangswege von und nach West-Berlin regelte; das Abkommen trat am 3. Juni 1972 in Kraft. Weitergeführt wurde es durch Verhandlungen über einen Grundlagenvertrag mit der DDR, der das Verhältnis beider deutscher Staaten erstmals auf eine Vertragsgrundlage stellte und am 21. Dezember 1972 unterzeichnet wurde. Über diesen Vertrag wurde mit der Opposition erbittert gerungen. Hauptstreitpunkt war, inwieweit der Forderung der DDR nach völkerrechtlicher Anerkennung entsprochen werden konnte. Es folgte ein Abkommen mit der Tschechoslowakei.
Für seine Ostpolitik erhielt Brandt 1971 den Friedensnobelpreis. In seiner Vorlesung in der Universität Oslo am 11. Dezember 1971 erklärte Brandt, es gehe darum, „Kriege abzuschaffen, nicht nur, sie zu begrenzen, […] weil der Unfriede ein anderes Wort für die extreme Unvernunft geworden ist. Krieg ist nicht mehr die ultima ratio, sondern die ultima irratio.“ Mit dieser „Neuen Ostpolitik“, die Willy Brandt gemeinsam mit Walter Scheel gegen den entschiedenen Widerstand der Mehrheit der CDU/CSU-Opposition durchsetzte, bemühte er sich um eine „Entspannung in Europa“.
Einige Geschichts- und Politikwissenschaftler sehen darin heute eine Wegbereitung für den Zusammenbruch der kommunistischen Regierungen in Osteuropa und die Deutsche Wiedervereinigung, was von Brandt mit seiner Ostpolitik jedoch nicht beabsichtigt war. Seinerzeit wurde ihm von konservativer Seite vorgeworfen, damit eine unnötige Anerkennung der DDR betrieben zu haben. Sie sahen die Entspannungspolitik nicht als Weg zum Zusammenbruch der Staaten des Ostblocks, sondern konstatierten im Ergebnis einzig eine Aufwertung und Stabilisierung der Regierungen.
Gleichzeitig ging es ihm um innenpolitische Reformen in der Sozial-, Bildungs- und Rechtspolitik. Brandt stellte in seiner Regierungserklärung vom 28. Oktober 1969 die künftige Regierungsarbeit unter das Motto: „Wir wollen mehr Demokratie wagen“, das schon bald zum geflügelten Wort für einen von Vielen erhofften gesellschaftlichen Aufbruch wurde, mit dem die innenpolitische Stagnation der Nachkriegszeit überwunden werden sollte. Erstmals war das Motto allerdings bereits 1961 in der Erläuterung des Tübinger Memorandum verwendet worden, einer Denkschrift von evangelischen Intellektuellen um Carl Friedrich von Weizsäcker gegen nukleare Aufrüstung und für die Anerkennung der Oder-Neiße-Grenze. Ganz ähnlich dann auch schon Gustav Heinemann bei seinem Amtsantritt als Bundespräsident am 1. Juli 1969: „wir stehen erst am Anfang der ersten wirklich freiheitlichen Periode unserer Geschichte. Freiheitliche Demokratie muss endlich das Lebenselement unserer Gesellschaft werden. […] Nicht weniger, sondern mehr Demokratie – das ist die Forderung, das ist das große Ziel, dem wir uns alle und zumal die Jugend zu verschreiben haben.“ Diesem Vorbild folgte Brandt auch am Schluss seiner Regierungserklärung: „Wir stehen nicht am Ende unserer Demokratie, wir fangen erst richtig an.“
Der 1969 vorgestellte Katalog innerer Reformen fing bei der Bildung an und ging über den Wohnungs- und Städtebau bis zum Verkehr. Mehr Chancengleichheit im Bildungswesen sollte durch das Bundesausbildungsförderungsgesetz (BAföG) erreicht werden, in dem erstmals für Studenten aus einkommensschwachen Familien ein Rechtsanspruch auf finanzielle Förderung festgelegt wurde. Das Betriebsverfassungsgesetz wurde mit einer umfassenden Novelle den zeitgemäßen Anforderungen angepasst.
Leistungsverbesserungen bei der Kranken-, Unfall und vor allem der Rentenversicherung sowie die gesteigerten Ausgaben für Bildung führten zu einer starken Belastung des Bundeshaushalts, weshalb Finanzminister Alex Möller 1971 seinen Rücktritt einreichte. Aus dem gleichen Grund verließ sein Nachfolger, der Wirtschafts- und Finanzminister Karl Schiller, im folgenden Jahr die Regierung. Beide fühlten sich von Brandt nicht genügend unterstützt.
Der „Radikalenerlass“ von 1972 gegen die Beschäftigung von Angehörigen extremistischer Parteien und Gruppierungen im öffentlichen Dienst wurde von Kritikern auf der linken Seite scharf kritisiert und auch Brandt selbst bezeichnete ihn später als schweren Fehler.
Anfang 1972 legte die Regierung einen Entwurf zur teilweisen Entkriminalisierung des Schwangerschaftsabbruchs (Indikationenmodell) vor, über den wegen des vorzeitigen Endes der Legislaturperiode nicht im Bundestag abgestimmt wurde (siehe unten).

###### Misstrauensvotum und Vertrauensfrage (1972)
Vom Amtsantritt der Regierung Brandt bis zum Jahr 1972 waren so viele Abgeordnete der SPD und der FDP zur Unionsfraktion gewechselt, darunter der ehemalige Bundesminister Erich Mende (FDP), dass die CDU/CSU-Fraktion rechnerisch über eine knappe absolute Mehrheit verfügte. Der CDU/CSU-Fraktionsvorsitzende Rainer Barzel glaubte daher im April 1972, Willy Brandt mittels eines konstruktiven Misstrauensvotums ablösen zu können. Doch für seine Wahl zum Bundeskanzler fehlten ihm bei der Abstimmung zwei Stimmen. Mindestens zwei Abgeordnete der CDU/CSU-Fraktion, nämlich Julius Steiner (CDU) und Leo Wagner (CSU), wurden vom Ministerium für Staatssicherheit (MfS) der DDR mit jeweils 50.000 DM bestochen.
Da allerdings die SPD/FDP-Koalition im Bundestag über keine handlungsfähige Mehrheit mehr verfügte, stellte Brandt im September 1972 die Vertrauensfrage, bei welcher sich absprachegemäß die Bundesminister enthielten, so dass die Vertrauensfrage nicht positiv beantwortet wurde und Bundespräsident Gustav Heinemann im Sinne der Absichten Brandts den Bundestag auflösen konnte.

##### Kabinett Brandt II (1972–1974)

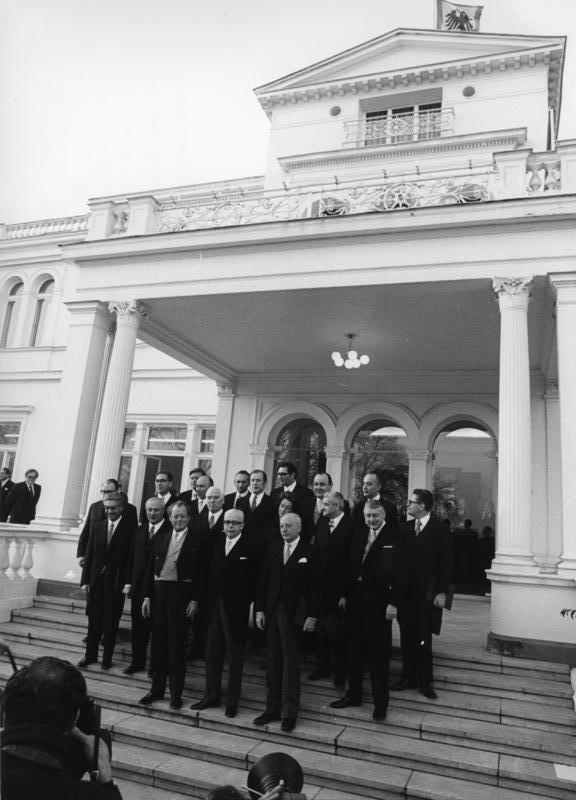
Das sozialliberale Kabinett Brandt II bei seinem Amtsantritt zu Gast bei Bundespräsident Gustav Heinemann, Freitreppe der Villa Hammerschmidt, 15. Dezember 1972

Ein langer, intensiv geführter und stark mobilisierender Wahlkampf führte bei der vorgezogenen Bundestagswahl 1972 mit 91 % zu der höchsten Wahlbeteiligung aller Bundestagswahlen. Beide Parteien der Regierung Brandt gewannen hinzu und die SPD wurde mit 45,8 % der Stimmen erstmals stärkste Bundestagsfraktion, ein Ergebnis, das auch im Ausland als Volksabstimmung über die Ostverträge verstanden wurde, für deren parlamentarische Ratifizierung jetzt der Weg frei war. Die gewonnene Bundestagswahl 1972 stellte zwar den politisch größten Erfolg Brandts dar, jedoch sind sich zeitgenössische Beobachter wie Egon Bahr darin einig, dass dieser „Höhepunkt eindeutig auch der Scheitelpunkt war – von da an ging es bergab“. Politische Ermüdungserscheinungen Brandts paarten sich mit hohen Erwartungen an seine zweite Regierungszeit.
Vom 7. bis 11. Juni 1973 besuchte Willy Brandt als erster deutscher Bundeskanzler Israel, nachdem 1965 diplomatische Beziehungen aufgenommen worden waren. 1970 hatte mit Abba Eban erstmals ein israelischer Außenminister die Bundesrepublik besucht; der Gegenbesuch Außenminister Walter Scheels war im selben Jahr erfolgt.
2013 wurden Dokumente veröffentlicht, aus denen hervorgeht, dass Willy Brandt während seines Aufenthalts in Israel von Ministerpräsidentin Golda Meir um Geheimvermittlung mit Ägypten gebeten wurde. Brandt sollte dem ägyptischen Staatspräsidenten verdeutlichen, dass Israel Frieden wolle und nicht „ganz Sinai oder halb Sinai oder den Sinai-Großteil“. Stattdessen berichtete Brandt den USA, Frankreich und der Sowjetunion über seine „positiven Eindrücke“ bezüglich des israelischen Friedenswillens und überließ es dem Auswärtigen Amt, Meirs Wunsch nach direkten Friedensverhandlungen in Kairo vorzubringen, wo man darauf nicht einging.
Infolge des israelisch-arabischen Jom-Kippur-Krieges 1973 kam es zur sogenannten Ölkrise; die Bundesregierung beschloss daraufhin erstmals für die gesamte Bundesrepublik Fahrverbote für Kraftfahrzeuge an vier Sonntagen. Dadurch kam die Importabhängigkeit der deutschen Energieversorgung ins allgemeine Bewusstsein. Technische Maßnahmen zur Verminderung des Kraftstoffverbrauchs wurden in der Folgezeit zu wichtigen Verkaufsargumenten für Kraftfahrzeuge. Weiterhin ging das Wirtschaftswachstum zurück und die Arbeitslosenzahlen stiegen an. Dies und die nach einem harten Streik im Öffentlichen Dienst von der ÖTV unter Heinz Kluncker durchgesetzten hohen Tarifabschlüsse wurden als eigentliche Ursache für Brandts Rückzug angesehen, da sich der finanzielle Spielraum für mögliche Reformen erheblich verringerte.
Brandt gehört zu den umweltpolitischen Pionieren der Bundesrepublik. Schon im Bundestagswahlkampf 1961 war er für einen „blauen Himmel über dem Ruhrgebiet“ eingetreten. In seiner Rede „Umweltschutz als internationale Aufgabe“ zur Eröffnung der 22. Lindauer Nobelpreisträgertagung im Jahr 1972 warnte Brandt vor dem „Zusammenbruch unseres ökologischen Systems“. 1973 wurde unter seiner Kanzlerschaft erstmals eine umweltpolitische Bundesbehörde geschaffen.
Wenige Tage vor dem Ende der Regierung Brandt verabschiedete der Bundestag am 26. April 1974 mit knapper Mehrheit ein Gesetz zur Reform des § 218 Strafgesetzbuch, das den Schwangerschaftsabbruch mit einer Fristenregelung straffrei stellte. Infolge von Brandts Rücktritt (siehe unten) wurde das Gesetz von seinem Nachfolger Helmut Schmidt unterzeichnet. Diese lange und sehr emotional diskutierte Neuregelung wurde am 25. Februar 1975 vom Bundesverfassungsgericht für verfassungswidrig erklärt. Darauf wurde 1976 ein Indikationenmodell eingeführt, das dem Regierungsentwurf von 1972 (siehe oben) ähnelte.
Unstimmigkeiten in der SPD-Führung wurden deutlich, als der Vorsitzende der SPD-Bundestagsfraktion und Partei-Vize Herbert Wehner während eines Besuchs in Moskau Willy Brandt mit den Worten angriff: „Der Kanzler badet gern lau – so in einem Schaumbad“.

###### Rücktritt infolge der Guillaume-Affäre

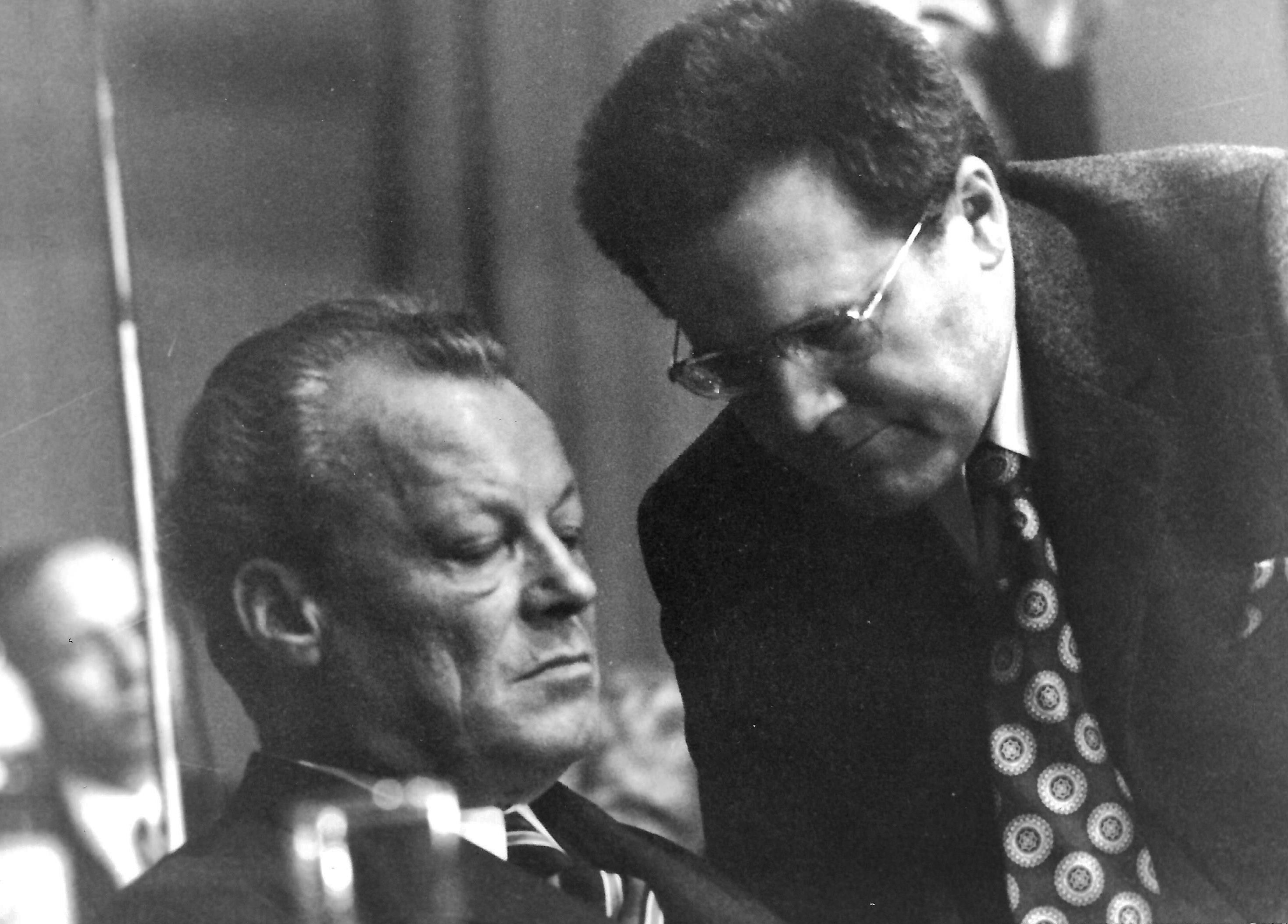
Brandt mit Günter Guillaume (rechts), dem persönlichen Referenten des Bundeskanzlers, vor der Aufdeckung von Guillaumes Spionagetätigkeit für die DDR

Während einer turnusmäßigen Zusammenkunft von SPD und Gewerkschaftsspitzenfunktionären vom 4. bis 5. Mai in der Kurt-Schumacher-Akademie (damals Haus Münstereifel) in Bad Münstereifel verkündete Brandt am 5. Mai 1974 den dort anwesenden Spitzenpolitikern der SPD seine Entscheidung, als Bundeskanzler zurückzutreten. Ein entsprechendes Schreiben ließ er am Abend des 6. Mai durch den Kanzleramtschef Horst Grabert dem in Hamburg weilenden Bundespräsidenten Gustav Heinemann überbringen. Anlass war die Enttarnung des DDR-Spions Günter Guillaume, der als Referent für Parteiangelegenheiten einer der engsten Mitarbeiter von Brandt gewesen war. Brandt übernahm mit seinem Rücktritt Verantwortung für Fahrlässigkeiten innerhalb der Bundesregierung. Guillaume war in unmittelbarer Nähe des Kanzlers geblieben, obwohl er seit mehr als einem Jahr im Verdacht stand, Spionage zu betreiben. Brandt hatte im Glauben, Guillaumes bloße DDR-Herkunft sei der Grund für den Spionageverdacht gewesen, die Brisanz der Angelegenheit unterschätzt.
Brandt erklärte später, Herbert Wehner sei an seinem Rücktritt mitschuldig gewesen, da dieser ihn davon nicht abgehalten habe. Trotz gegenteiliger Beteuerungen Wehners wird allgemein angenommen, dass weniger die Affäre an sich als vielmehr Wehners Einschätzung, der gesundheitlich angeschlagene, unter Depressionen leidende Brandt sei nicht zu halten, den Ausschlag zum Rücktritt gaben. Die Behauptung, Brandt leide unter Depressionen, war Teil der innerparteilichen Intrigen, die vor allem von Wehner und Schmidt betrieben wurden. Nach Aussagen des Planungschefs von Brandt, Albrecht Müller, gab es für diese Behauptung keinerlei Gründe. Brandt sah sich Diffamierungskampagnen von politischen Gegnern ausgesetzt, denen er nach Einschätzung Wehners im bevorstehenden Wahlkampf kaum standgehalten hätte. Brandt wurden zahlreiche Affären mit Frauen und Alkoholprobleme nachgesagt. Zudem bestanden unter anderem bei BKA-Präsident Horst Herold und Verfassungsschutz-Präsident Günther Nollau Befürchtungen, der deutsche Regierungschef könnte durch diese Affären erpressbar werden.

#### Nach dem Rücktritt als Bundeskanzler

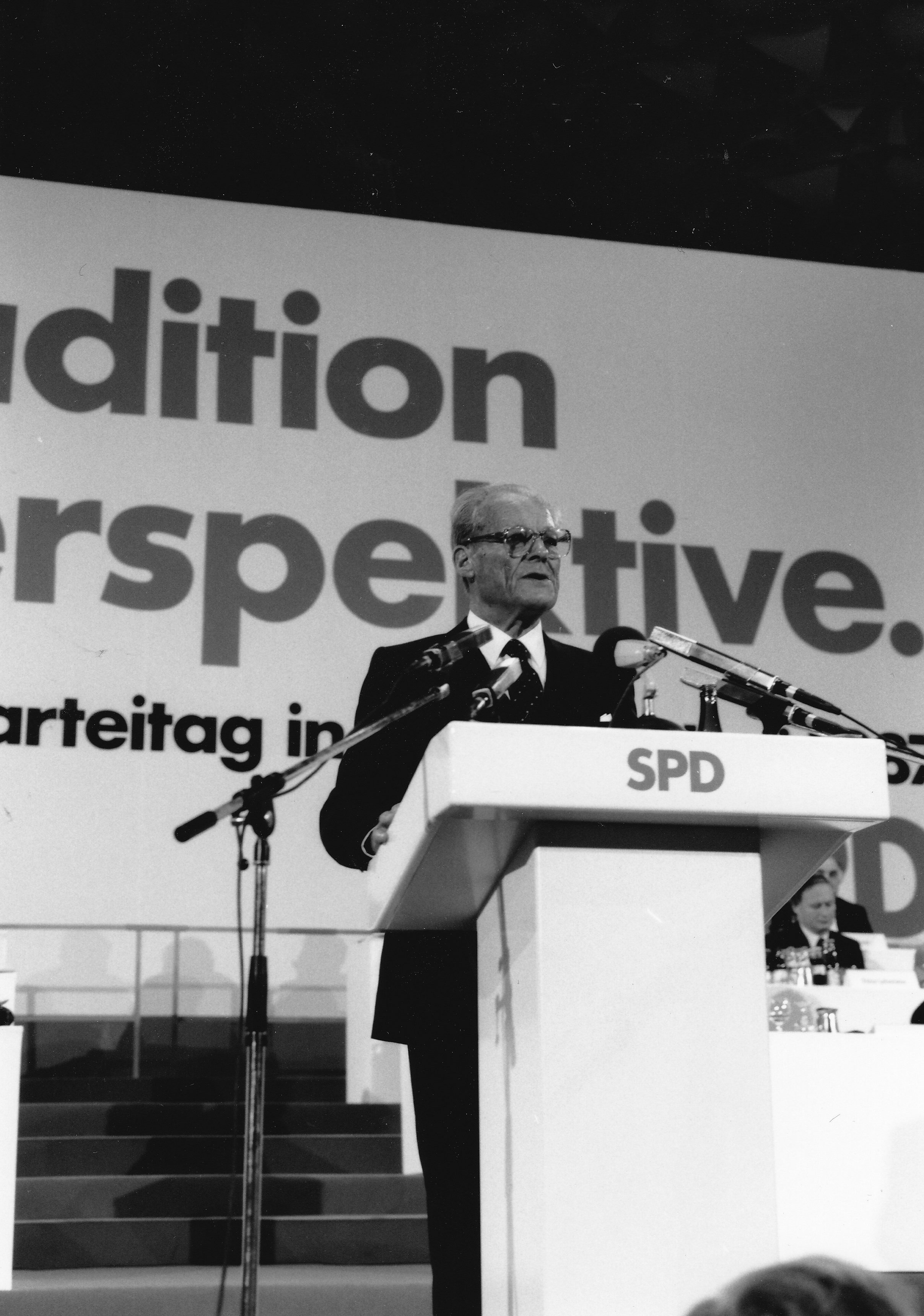
Willy Brandt bei seiner letzten Rede als SPD-Parteivorsitzender auf dem außerordentlichen Parteitag am 14. Juni 1987 in Bonn

Nachfolger Brandts als Bundeskanzler wurde Finanzminister Schmidt. Dieser war nach eigenen Angaben von der Nominierung überrascht und will das Amt vorrangig aus Pflichtgefühl übernommen haben. Willy Brandt selbst blieb während der gesamten Amtszeit Schmidts und darüber hinaus (bis 1987) SPD-Vorsitzender. Zum Ende seiner eigenen Kanzlerschaft bezeichnete Schmidt es als Fehler, neben der Kanzlerschaft nicht auch den Parteivorsitz übernommen zu haben. Er sah hierin eine der Ursachen für sein eigenes Scheitern.
Am 23. März 1987 trat Brandt vom Parteivorsitz der SPD zurück, nachdem an seiner Nominierung von Margarita Mathiopoulos als Kandidatin für das neu zu besetzende Amt der Parteisprecherin harsche parteiinterne Kritik geäußert wurde. Auf dem außerordentlichen Parteitag am 14. Juni 1987 wurde er zum Ehrenvorsitzenden auf Lebenszeit gewählt; sein Nachfolger als Parteivorsitzender wurde Hans-Jochen Vogel.
Brandt gehörte weiterhin dem Bundestag an und eröffnete nach der Bundestagswahl 1983 erstmals als Alterspräsident den Bundestag, obwohl er nur der zweitälteste Abgeordnete war. Egon Franke hatte als tatsächlicher Alterspräsident auf diese Würde verzichtet und Brandt den Vortritt bei der Eröffnung gelassen. Nach den Bundestagswahlen 1987 und 1990 eröffnete Brandt den jeweiligen Bundestag als tatsächlicher Alterspräsident.
Von 1976 bis zum 17. September 1992 war Willy Brandt Präsident der Sozialistischen Internationale. Vom 17. Juli 1979 bis zum 1. März 1983 war er Mitglied des Europäischen Parlaments.
Im April 1977 trug Weltbankpräsident Robert McNamara Brandt den Vorsitz der „Unabhängigen Kommission für Internationale Entwicklungsfragen“ (Nord-Süd-Kommission) an. Nach fast drei Jahren Beratungen legte die Kommission am 12. Februar 1980 in New York ihren Nord-Süd-Bericht vor, der allgemein als „Brandt-Report“ bekannt wurde.
Am 7. Juli 1979 kamen Brandt und der österreichische Bundeskanzler Bruno Kreisky in Wien mit Jassir Arafat, dem Chef der palästinensischen PLO, zu einem Meinungsaustausch zusammen. Am 15. Oktober 1984 traf Brandt sich auf Kuba mit Staatspräsident Fidel Castro. Im selben Jahr traf Brandt sich auch mit Deng Xiaoping und Michail Gorbatschow. Am 19. September 1985 kam er in Ost-Berlin zu Gesprächen mit dem DDR-Staatsratsvorsitzenden Erich Honecker zusammen.
Bei der Friedensdemonstration in Bonn am 22. Oktober 1983 kritisierte Brandt den NATO-Doppelbeschluss: „Wir brauchen in Deutschland nicht mehr Mittel zur Massenvernichtung, wir brauchen weniger.“

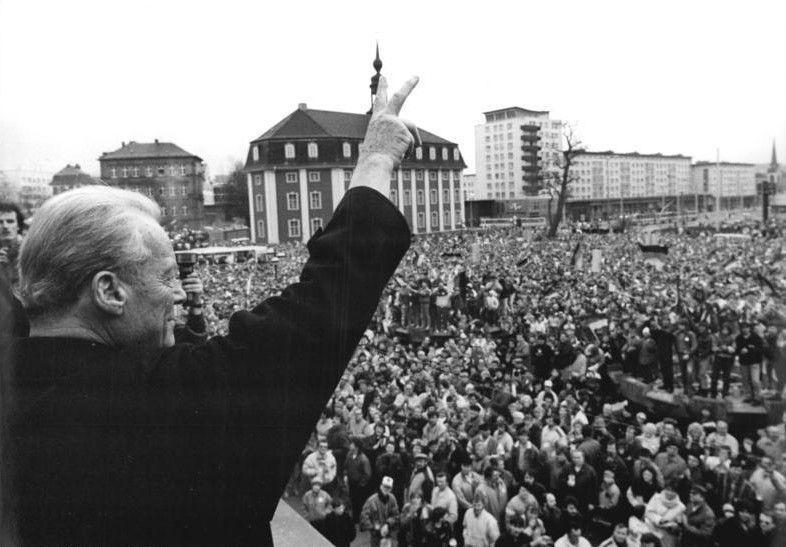
Willy Brandt bei einer Wahlkundgebung in Gera (1990)

Am 9. November 1990 kehrte Brandt mit 175 Geiseln, deren Freilassung er beim irakischen Präsidenten Saddam Hussein erreicht hatte, nach Deutschland zurück.
In den 1980er Jahren erklärte Brandt, ähnlich wie Egon Bahr und andere führende Vertreter der SPD, die Vorstellung einer möglichen neuen staatlichen Einheit in Deutschland mehrfach für abwegig und gefährlich. Noch im Herbst 1988 wiederholte er zweimal seine vielzitierte Warnung vor der „Hoffnung auf Wiedervereinigung“ als „Lebenslüge der zweiten Deutschen Republik“. Am Tag nach dem Fall der Berliner Mauer reiste er nach Berlin und sagte bei einem Interview: „Jetzt sind wir in einer Situation, in der wieder zusammenwächst, was zusammengehört.“ Nach der Wiedervereinigung gehörte Brandt zu den entschiedenen Befürwortern eines Regierungsumzugs von Bonn nach Berlin. Am 20. Juni 1991 beschloss der Bundestag – unter anderem auf Antrag Willy Brandts – den Teilumzug (Hauptstadtbeschluss).
Am 20. Januar 1989 lud Bundespräsident Richard von Weizsäcker anlässlich des 75. Geburtstags von Willy Brandt zu einem Geburtstagsfest in die Villa Hammerschmidt, zu dem zahlreiche Freunde, Weggenossen und Politiker kamen. Am 1. Februar 1992 erhielt Brandt in Heidelberg den Dolf-Sternberger-Preis. Seinen letzten großen Auftritt in der Öffentlichkeit hatte Brandt Anfang April 1992 mit einer Rede bei der SPD-Abschlusskundgebung in Lübeck zur Landtagswahl in Schleswig-Holstein. Am 9. Mai 1992 gab Brandt dem Bild-Redakteur Ulrich Rosenbaum sein letztes Interview.

### Privatleben und Lebensende

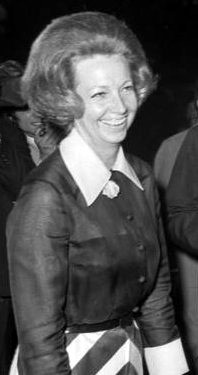
Rut Brandt (1970)

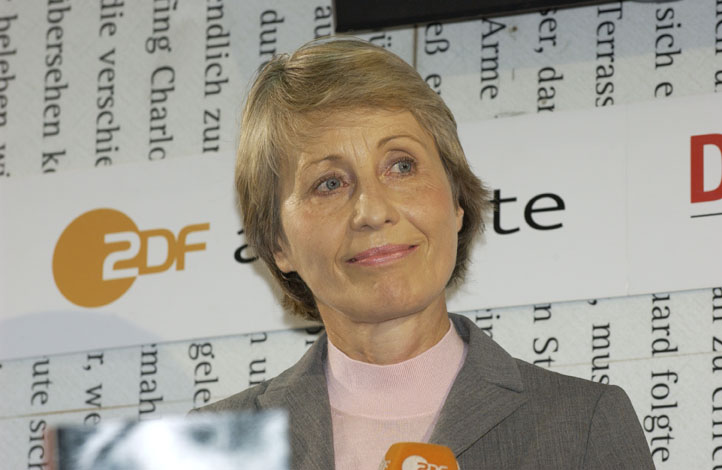
Brigitte Seebacher auf der Frankfurter Buchmesse bei der Vorstellung ihrer Brandt-Biographie (2004)

Brandt war von 1941 bis 1948 mit Carlota Thorkildsen (1904–1980) verheiratet und hatte mit ihr die gemeinsame Tochter Ninja Frahm (* 1940). Nach der Scheidung heiratete er noch 1948 die verwitwete Rut Bergaust, geborene Hansen (1920–2006). Aus dieser Beziehung gingen drei Söhne hervor: der Historiker Peter (* 1948), der Schriftsteller Lars (* 1951) und der Schauspieler Matthias Brandt (* 1961). Nach 32 Jahren Ehe ließen sich Rut und Willy Brandt 1980 scheiden. Am Tag ihrer Scheidung (16. Dezember) sahen sie sich zum letzten Mal.
Im April 1979 zog Willy Brandt gemeinsam mit seiner damaligen Lebensgefährtin, der Historikerin und Publizistin Brigitte Seebacher (* 1946), nach Unkel. Zunächst bewohnte das Paar eine Wohnung; Ende 1989 wurde ein eigener Neubau in Rheinnähe bezogen. Am 9. Dezember 1983 heirateten Brandt und Seebacher, die Ehe bestand bis zu seinem Tod. Auf Wunsch ihres Mannes schrieb sie über ihn eine Biografie; ihr wurde von einigen Historikern vorgeworfen, Brandt darin teilweise unrichtig interpretiert bzw. verfälscht und für eigene Zwecke vereinnahmt zu haben.
Willy Brandt wurde seit den 1970er-Jahren wiederholt mit außerehelichen Affären in Verbindung gebracht. Im Jahr 2013 begann Der Spiegel seine Titelgeschichte über Brandt mit der These, der erste von der SPD gestellte Bundeskanzler sei „von einer Liste mit Frauennamen zu Fall gebracht worden“. Brandt selbst hatte bereits in den 1970er-Jahren bestätigt, während seiner Kanzlerschaft „eine“ langjährige außereheliche Beziehung geführt zu haben.

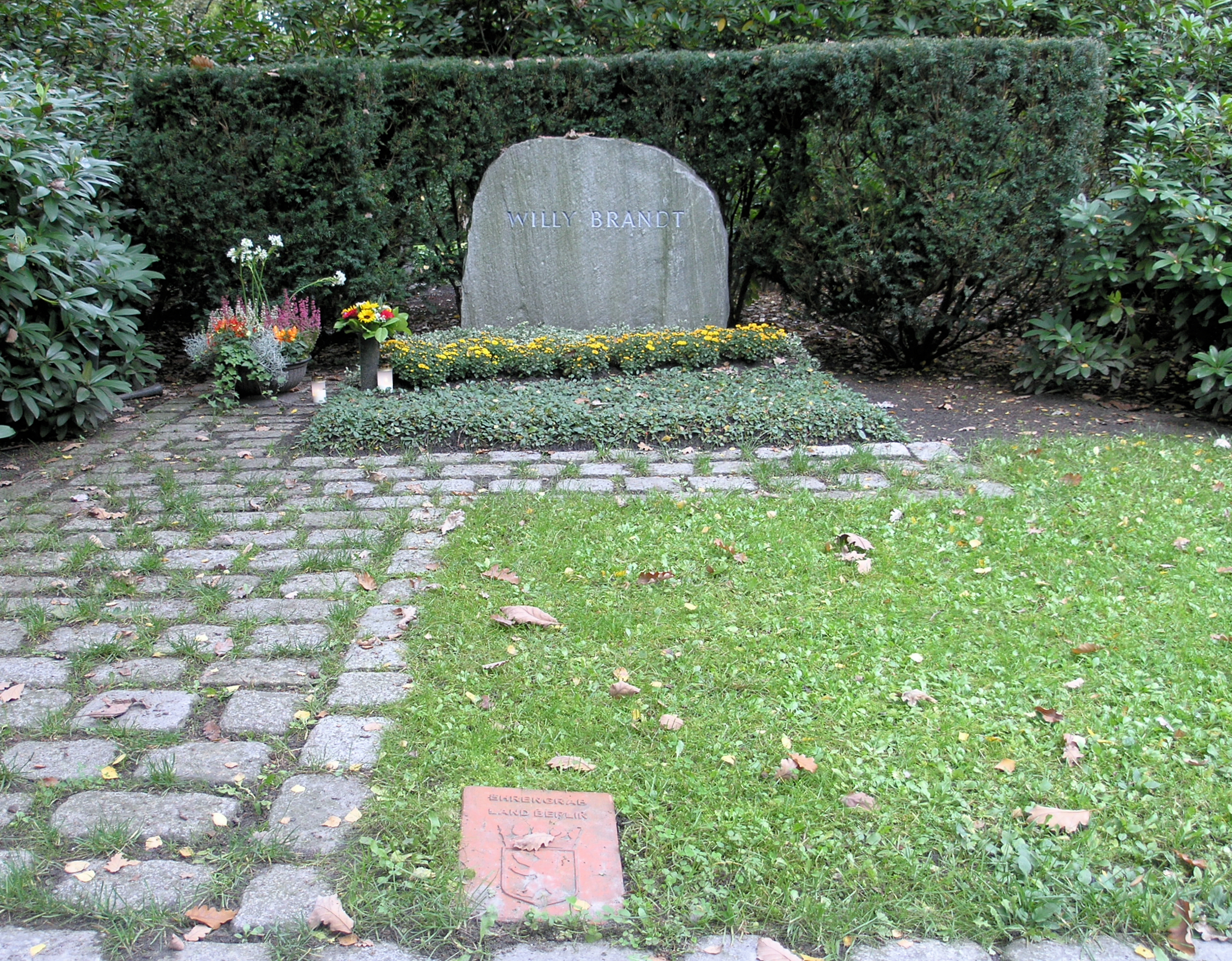
Ehrengrab Willy Brandts auf dem Waldfriedhof Zehlendorf

Am 15. November 1978 erlitt Brandt einen Herzinfarkt, so dass er seine politischen Aufgaben ein halbes Jahr lang nicht mehr wahrnehmen konnte. Am 4. Oktober 1991 wurde bei Brandt ein Tumor im Darm entdeckt, der am 10. Oktober 1991 entfernt wurde. Am 10. Mai 1992 wurde er erneut in die Universitätsklinik Köln eingewiesen und am 22. Mai 1992 wiederum operiert. Die Operation wurde allerdings nach zehn Minuten abgebrochen, da sich eine disseminierte Metastasierung gezeigt hatte. Am 30. Mai 1992 verließ Brandt die Klinik und begab sich zusammen mit seiner Frau in sein Haus nach Unkel, das er bis zu seinem Tod nicht mehr verließ.
Zu einem unglücklichen Vorfall kam es am 20. September 1992: Als Michail Gorbatschow Brandt unangemeldet besuchen wollte und sich mit „Gorbatschow“ an der Sprechanlage des Hauses meldete, hielt Brandts Ehefrau dies für einen schlechten Scherz und verweigerte dem Besucher den Zutritt.
Brandts Gesundheitszustand verschlechterte sich ab August 1992 zusehends. Er starb schließlich am 8. Oktober 1992 im Alter von 78 Jahren.
Am 17. Oktober 1992 gedachte der Bundestag seiner in einem Staatsakt. Das Ehrengrab Willy Brandts befindet sich auf dem Berliner Waldfriedhof Zehlendorf in der Abt. VII-W-551/552 neben dem Ehrengrab von Ernst Reuter, Vorgänger Brandts als Regierender Bürgermeister von Berlin in den Jahren 1948 bis 1953. Brandts zweite Ehefrau Rut ist ebenfalls auf dem Waldfriedhof beigesetzt.

## Ehrendes Gedenken

Sonderbriefmarke der Deutschen Bundespost (erschienen am 10. November 1993)

Nach seinem Tode wurde Willy Brandt vielfach geehrt. Schulen, Straßen und Plätze sind nach ihm benannt, unter anderem die Willy-Brandt-Straße in Berlin, an der das Bundeskanzleramt liegt, die Willy-Brandt-Straße in Hamburg sowie die Willy-Brandt-Allee in seiner Heimatstadt Lübeck und an der Bonner Museumsmeile als Teil der B 9 zwischen dem Bundeskanzlerplatz und der Heussallee. In Erfurt wurde der Bahnhofsvorplatz in Willy-Brandt-Platz umbenannt, da dort das erste deutsch-deutsche Gipfeltreffen mit Willi Stoph stattfand. Auch in Kassel, dem Ort des Gegenbesuchs, trägt heute der Vorplatz des Bahnhofs Wilhelmshöhe den Namen Brandts.
Die Stadt Frankfurt am Main widmete 1992 den Theaterplatz in Willy-Brandt-Platz um. Dort war bis zu ihrem Umzug 2014 unter anderem die Zentrale der Europäischen Zentralbank ansässig. In Halle (Saale) wurde 2012 die damalige Phillipp-Müller-Straße in Willy-Brandt-Straße umbenannt. In Augsburg gibt es in zentraler Altstadtlage und in Lünen vor dem von ihm seinerzeit eingeweihten Rathaus einen Willy-Brandt-Platz. In Freiburg heißt eine Hauptstraße im Stadtteil Rieselfeld Willy-Brandt-Allee. Im Münchener Stadtteil Riem befinden sich seit 1996 die Willy-Brandt-Allee und anschließend der Willy-Brandt-Platz. In Braunschweig trägt der Platz vor dem Hauptbahnhof seinen Namen.
In Frankreich finden sich Straßen mit der Bezeichnung Rue Willy Brandt in Arras, Clichy, Évreux, Fay-aux-Loges, Templemars und Villeurbanne. Hinzu kommen je eine Avenue Willy Brandt in Hénin-Beaumont, Lille, Conches-en-Ouche und Rezé sowie der Boulevard Willy Brandt in Saint-Nazaire. Zudem gibt es in Nantes die Brücke Pont Willy Brandt.
Am 20. Mai 2009 wurde auf dem Dach des ehemaligen Hotels Erfurter Hof in Erfurt die Leuchtschrift „Willy Brandt ans Fenster“ in Erinnerung an das erste deutsch-deutsche Gipfeltreffen im Jahr 1970 eingeweiht. Das Denkmal von David Mannstein zitiert den Ruf tausender Erfurter, die den damaligen Bundeskanzler der Bundesrepublik Deutschland sehen wollten. Am 9. November 2009 wurde am Willy-Brandt-Platz in Nürnberg das Willy-Brandt-Denkmal von Josef Tabachnyk enthüllt. Im Dezember 1992 benannte die Stadt Fürth/Bayern die bisher als Anlage an der Hornschuchpromenade bezeichnete Grünfläche in Willy-Brandt-Anlage um. Aktuell steht dort eine Büste Willy Brandts von Christian Rösner.
Willy-Brandt-Denkmäler außerhalb Deutschlands befinden sich in Porto (Portugal) in der Avenida do Marechal Gomes da Costa, in Lille (Frankreich) an der Gare de Flandres Ecke Avenue Willy Brandt und in Morro Jable auf Fuerteventura (Spanien) in der Calle Acantilado (Strandpromenade) vor dem Robinson Club. In Warschau wurde ein Willy-Brandt-Platz mit Denkmal geschaffen, das an den Kniefall vor dem Ghettomahnmal erinnert.
Das Willy-Brandt-Haus ist die Bundeszentrale der SPD in Berlin-Kreuzberg, die 1996 eingeweiht wurde. Im Atrium des Hauses steht ein überlebensgroßes bronzenes Willy-Brandt-Denkmal des Malers und Bildhauers Rainer Fetting.
Die Bundesrepublik Deutschland errichtete zu seinem ehrenden Gedenken die Bundeskanzler-Willy-Brandt-Stiftung mit Sitz in Berlin. Diese ist eine von sieben Politikergedenkstiftungen des Bundes. Die Stiftung eröffnete am 18. Dezember 2007, zum 94. Geburtstag Willy Brandts, eine Außenstelle in der Königstraße der Lübecker Altstadt, das Willy-Brandt-Haus Lübeck. Daneben besteht als weitere Stiftung norwegischen Rechts die Norwegisch-Deutsche Willy-Brandt Stiftung mit Sitz in Oslo und Berlin.
Die Willy Brandt School of Public Policy ist eine öffentliche Forschungs- und Ausbildungseinrichtung der Universität Erfurt; sie bietet seit 2002 den ersten deutschen Studiengang zum Erwerb des Master of Public Policy an.
Der ENA-Jahrgang 2007–2009 gab sich den Namen „Willy Brandt“. Die École nationale d’administration ist die französische Elitehochschule, die die angehenden hohen Beamten des französischen Staatsdienstes ausbildet.
1993 und 2013 gaben die Deutsche Bundespost bzw. die Deutsche Post AG Sonderpostwertzeichen mit jeweils einem Porträt Brandts heraus. Sein Konterfei zierte einen Teil der 2-DM-Münzen. Den 50. Jahrestag des Kniefalls von Warschau würdigt die Deutsche Post am 3. Dezember 2020 mit einer Briefmarke im Wert von 110 Eurocent.
Das Ehrenbürgerrecht verliehen 1970 Berlin und 1972 Lübeck an Willy Brandt.
Der neue Flughafen Berlin Brandenburg trägt den Beinamen Willy Brandt.
Nach Willy Brandt sind der Internationale Willy-Brandt-Preis, der Willy-Brandt-Preis und der Willy-Brandt-Preis für Zeitgeschichte benannt.

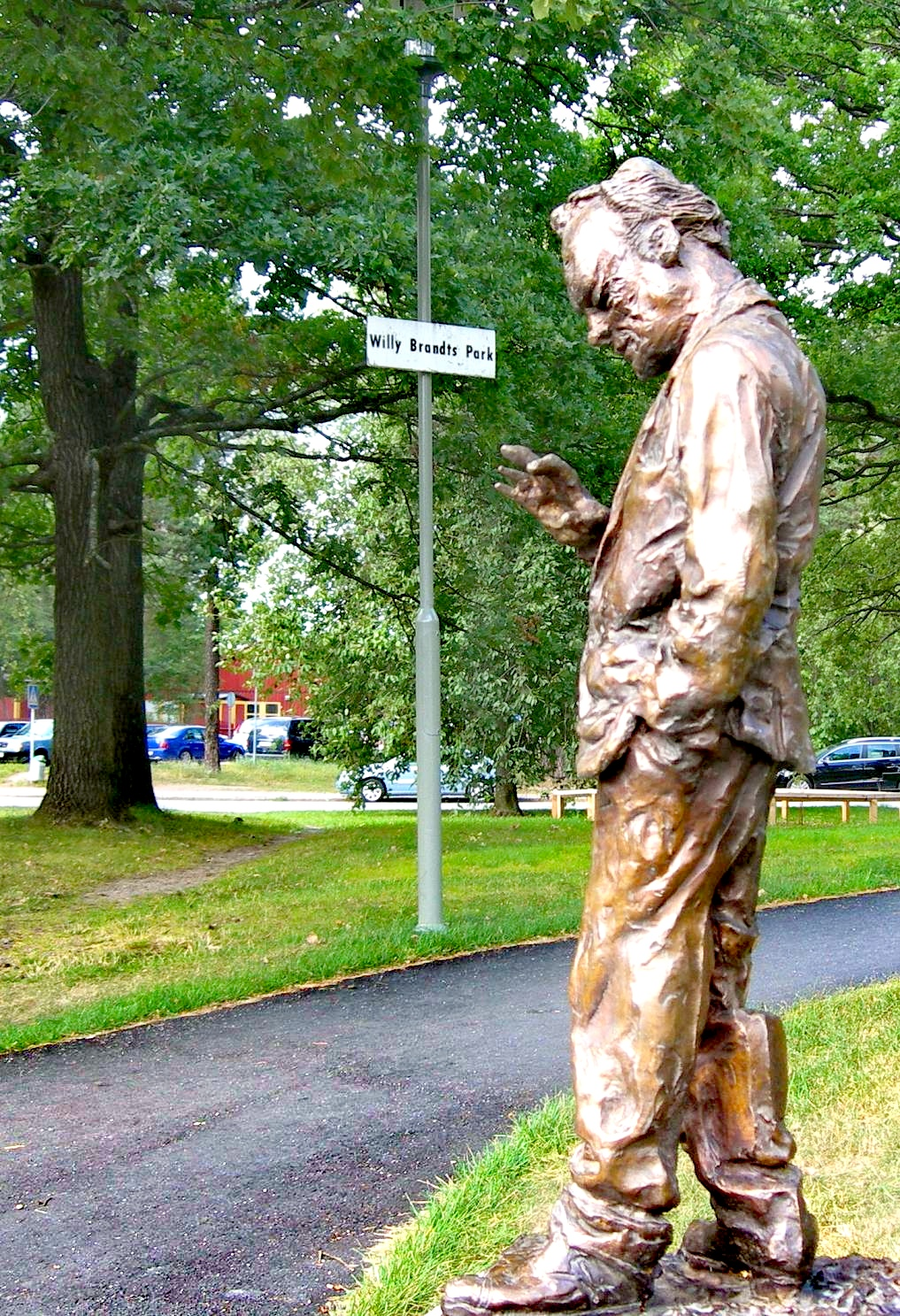
Bronzestatue von Rainer Fetting im Willy-Brandt-Park in Stockholm
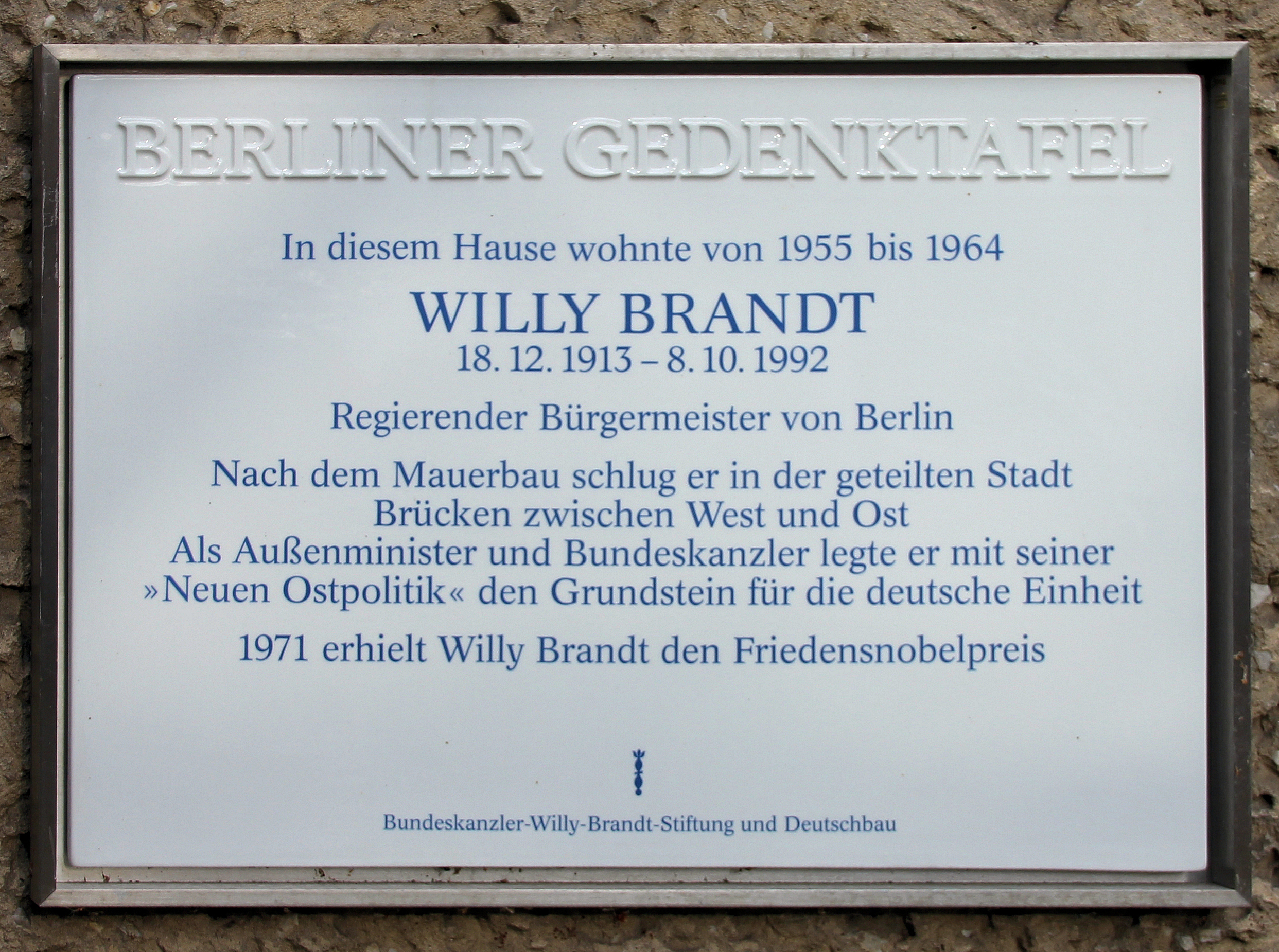
Berliner Gedenktafel an seinem ehemaligen Wohnort, Berlin-Schlachtensee, Marinesteig 14
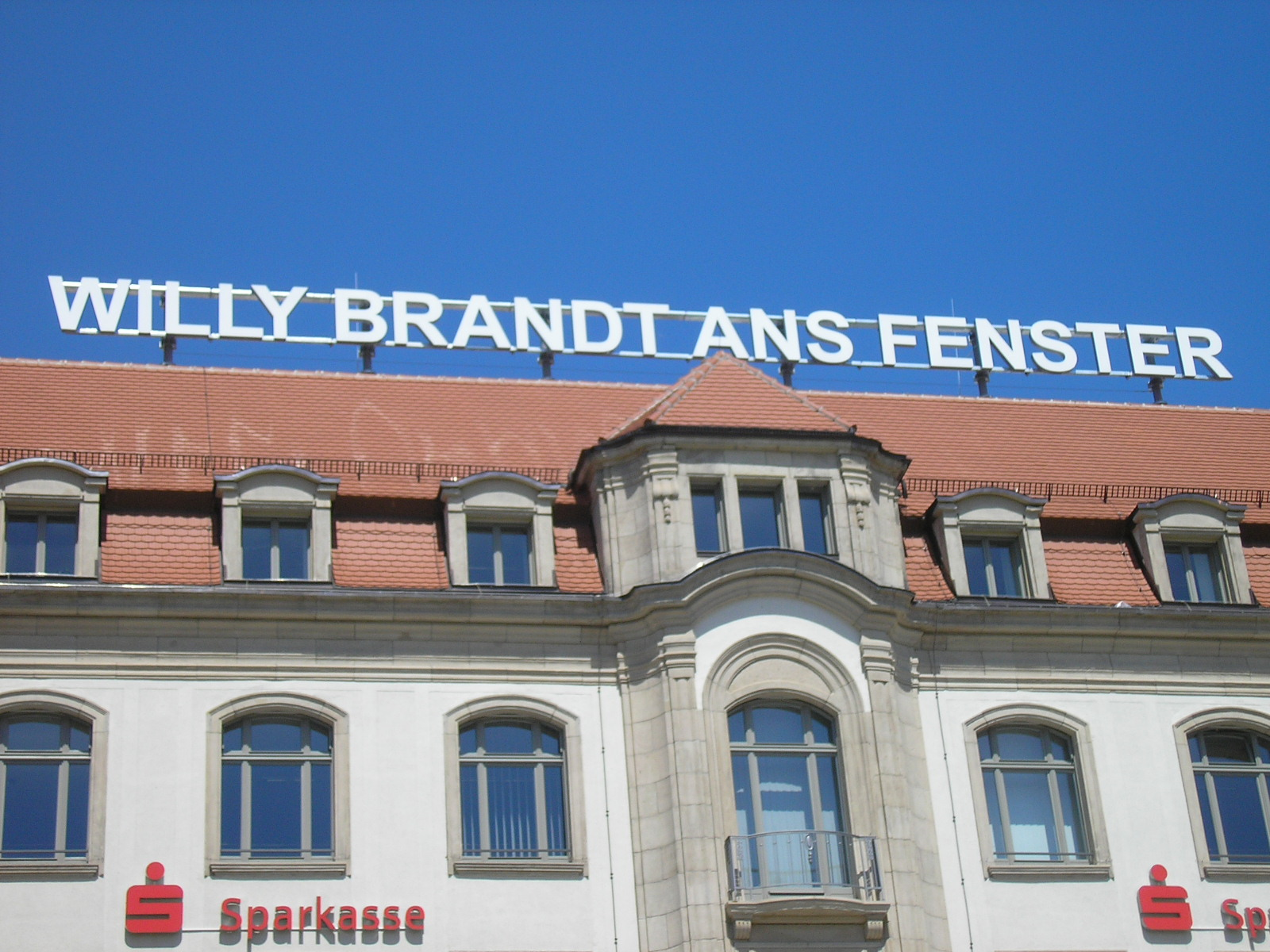
Leuchtschrift zu Willy Brandt auf dem Dach des Erfurter Hofes seit 20. Mai 2009
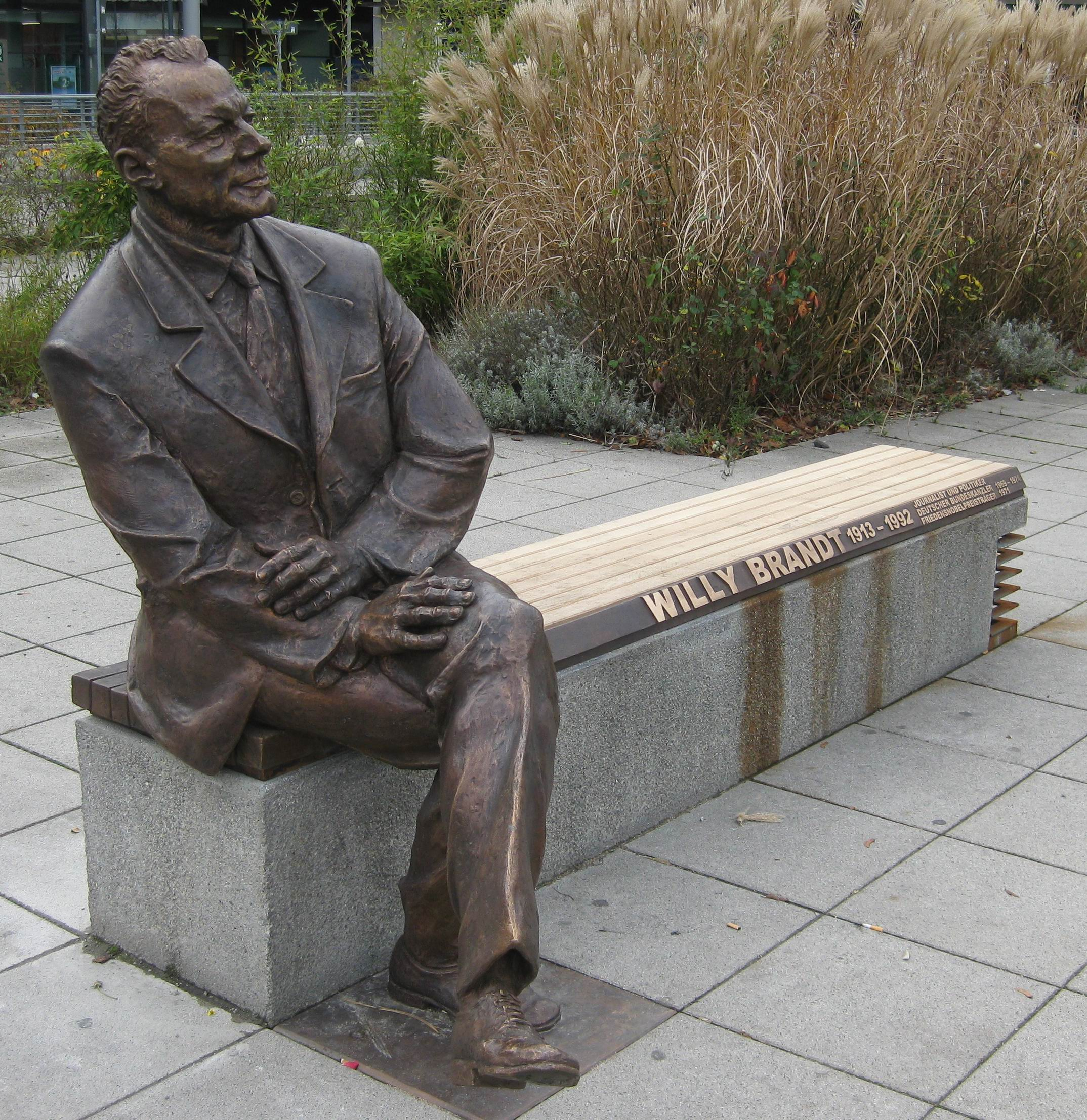
Willy-Brandt-Denkmal (Nürnberg) von Josef Tabachnyk (2009)
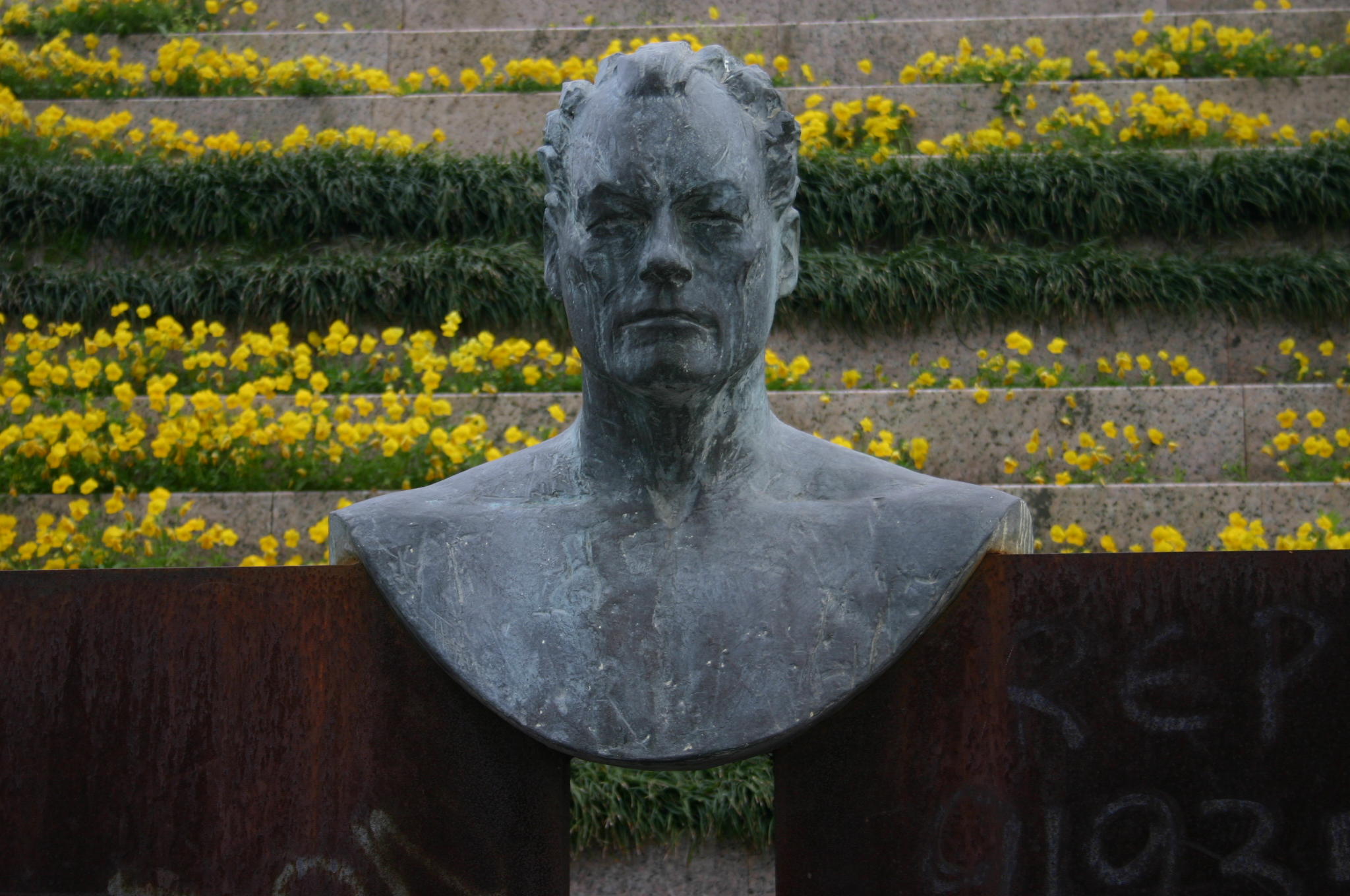
Willy-Brandt-Denkmal Amigo de Portugal in Porto

## Willy-Brandt-Foren und Ausstellungen

### Willy-Brandt-Forum Schwerin
Das Willy-Brandt-Forum Schwerin entstand im Jahr 2001. Am 21. Oktober 2005 bildeten 35 Gründungsmitglieder den eingetragene Verein Willy-Brandt-Forum e. V. Der Verein ist ein Forum, das insbesondere zu gesellschaftspolitischen, sozialen und kulturellen Themen Veranstaltungen anbietet. Es ist dem offenen Dialog verpflichtet. Seither hat das Willy-Brandt-Forum rund 40 verschiedene Veranstaltungen organisiert. Im Herbst 2005 wurde ein sechsköpfiger Beirat berufen, der für die inhaltliche Ausgestaltung des Forums verantwortlich ist.

### Willy-Brandt-Forum Unkel
In Brandts letztem Wohnort Unkel besteht eine Dauerausstellung zu seinem politischen Wirken, die vom örtlichen Willy-Brandt-Forum eingerichtet wurde. 2011 wurde ein zeithistorisches Museum gleichen Namens eingerichtet, das unter anderem Brandts originales privates Arbeitszimmer und ein Porträt des Altkanzlers zeigt. Es wurde von Georg Meistermann für die von Helmut Schmidt 1974 ins Leben gerufene Kanzlergalerie geschaffen.

### Forum Willy Brandt Berlin
Das Forum Willy Brandt Berlin bietet wechselnde Ausstellungen sowie ein Programm historisch-politischer Bildung mit kleineren Veranstaltungen. Das Forum war von 1996 bis 2010 im Rathaus Schöneberg und von 2010 bis 2019 im Elisabeth-Selbert-Haus (Unter den Linden 62–68) untergebracht. Aktuell befindet es sich in der Behrenstraße 15, bis der Neubau des Elisabeth-Selbert-Hauses fertiggestellt sein wird.

### Willy-Brandt-Haus Lübeck
Das Willy-Brandt-Haus Lübeck wurde 2007 eröffnet und befindet sich in der Königstraße 21. Der außerschulische Lernort in der Geburtsstadt Willy Brandts
zeigt eine Dauerausstellung zu seinem Leben und Wirken und bietet Veranstaltungen sowie ein umfassendes Bildungsprogramm an.

## Auszeichnungen
- 1959: Großkreuz des Bundesverdienstordens
- 1960: Großkreuz des norwegischen Sankt-Olav-Ordens
- 1961: Großes Silbernes Ehrenzeichen am Bande für Verdienste um die Republik Österreich[105]
- 1965: Großkreuz des Verdienstordens der Italienischen Republik
- 1968: Großkreuz des isländischen Falkenordens
- 1969: Großkreuz des niederländischen Ordens von Oranien-Nassau
- 1970: Großkreuz des dänischen Dannebrogordens
- 1970: Großkreuz I. Klasse des Souveränen Malteserordens Pro Merito Melitensi
- 1970: Man of the Year
- 1970: Ehrendoktor der University of Oxford
- 1971: Friedensnobelpreis
- 1971: Großkreuz des belgischen Kronenordens
- 1971: 1. Klasse des japanischen Ordens der Aufgehenden Sonne
- 1971: Ehrendoktor der Yale University
- 1972: Großkreuz des schwedischen Wasaordens
- 1973: Großes Goldenes Ehrenzeichen am Bande für Verdienste um die Republik Österreich[105]
- 1973: Großkreuz des französischen Ordens der Ehrenlegion
- 1973: Ehrendoktor der Universität Straßburg
- 1973: Ehrendoktor des Weizmann-Instituts
- 1981: Goldmedaille der jüdischen B’nai B’rith
- 1985: Albert-Einstein-Friedenspreis
- 1986: Peruanischer Sonnenorden El Sol del Perú
- 1992: Dolf-Sternberger-Preis[106]

## Filme (Auswahl)
- Die lange Willy-Brandt-Nacht. Dokumentarfilm-Reihe, Deutschland, 270 Min., Moderation: Jörg Schönenborn, Produktion: WDR, Erstsendung: 18. Dezember 2013 beim WDR, Inhaltsangabe von ARD, online-Video der ARD, ohne zeitliche Begrenzung verfügbar.
- Unsere Geschichte – Willy Brandt. Dokumentarfilm, Deutschland, 2013, 43:30 Min., Buch und Regie: Maik Gizinski, Produktion: NDR, Reihe: Unsere Geschichte – Was den Norden bewegte, Erstsendung: 16. Dezember 2013 bei NDR Fernsehen, Inhaltsangabe von ARD.
- Willy Brandt – Erinnerungen an ein Politikerleben. Dokumentarfilm mit Spielszenen, Deutschland, 2013, 84:42 Min., Buch und Regie: André Schäfer, Produktion: Florianfilm, WDR, rbb, Erstsendung: 17. März 2013 bei Das Erste, Filmseite von Das Erste.
- Willy Brandt – Die Berliner Jahre. Dokumentarfilm, Deutschland, 2011, 43:14 Min., Buch und Regie: Thomas Zimolong, Produktion: rbb, Reihe: Berliner Legenden, Erstsendung: 25. Oktober 2011 bei rbb Fernsehen, Inhaltsangabe von ARD.
- Der Kniefall des Kanzlers – Die zwei Leben des Willy Brandt. (Alternativtitel: Psychogramm eines Kanzlers – Die zwei Leben des Willy Brandt oder Psychogramm eines Kanzlers – Willy Brandt.) Dokumentarfilm mit szenischer Dokumentation, Deutschland, 2010, 89:26 Min., Buch und Regie: Sebastian Dehnhardt, Manfred Oldenburg, Produktion: Broadview TV, MDR, arte, Erstsendung: 1. Dezember 2010 bei arte, Inhaltsangabe von ARD, Filmdaten von broadview.
- Willy Brandt ans Fenster! Dokumentarfilm, Deutschland, 2010, 43:30 Min., Buch und Regie: Rainer Erices und Jan Schönfelder, Produktion: MDR, Reihe: MDR Zeitreise, Erstsendung: 23. März 2010 bei MDR Fernsehen, Inhaltsangabe von MDR.
- Im Schatten der Macht. Spielfilm in 2 Teilen, Deutschland, 2003, 180 Min., Buch und Regie: Oliver Storz, Produktion: arte, MDR, NDR, Erstsendungen: 29. und 30. Oktober 2003 in Das Erste. Über Brandts letzte Tage als Kanzler, u. a. mit Michael Mendl als Brandt, Jürgen Hentsch als Herbert Wehner, Dieter Pfaff als Genscher, Matthias Brandt als Günter Guillaume, Ulrich Mühe als Günter Gaus.
- Einige Tage im Leben des Willy Brandt. Dokumentarfilm, Deutschland, 1968, 44:30 Min., Buch und Regie: Matthias Walden, Produktion: Sender Freies Berlin, Reihe: Einige Tage im Leben des …, Erstsendung: 22. Mai 1968 bei SFB, Inhaltsangabe von ARD.

## Künstlerische Rezeption
- Demokratie. Theaterstück von Michael Frayn über die Kanzlerschaft und den Rücktritt Brandts
- Willy Brandt – Sein Leben als Comic. Text von Heiner Lünstedt, Zeichnungen von Ingrid Sabisch. Knesebeck, München 2013, ISBN 978-3-86873-525-3.

## Veröffentlichungen (Auswahl)

### Monographien
- Krieg in Norwegen. 9. April – 9. Juni 1940 (schwedischer Originaltitel: Kriget i Norge), übersetzt von Benedict Christ, Basel. Europa Verlag, Zürich / New York 1942.
  - Aktualisierte Auflage: Europa Verlag, Zürich 2010, ISBN 978-3-905811-23-0.
- Zur Nachkriegspolitik der deutschen Sozialisten. Jocke Leufvmark. Stockholm 1944, DNB 992975301. (Gemeinsam mit August Enderle, Irmgard Enderle, Stefan Szende und Ernst Behm).
- Forbrytere og andre tyskere („Verbrecher und andere Deutsche“), Oslo 1946; erste dt. Ausgabe: Verbrecher und andere Deutsche. Ein Bericht aus Deutschland 1946. Bearb. u. hrsg. von Einhart Lorenz. J.H.W. Dietz Nachf., Bonn 2007, ISBN 978-3-8012-0380-1. (Willy-Brandt-Dokumente, Band 1).[107]
- Mein Weg nach Berlin. aufgezeichnet von Léo Lania. Kindler-Verlag, München 1960, DNB 450589072; siehe dazu: Scott H. Krause: The Presentation of a Cold Warrior. Willy Brandt’s My Road to Berlin (1960). In: Zeithistorische Forschungen 14 (2017), S. 163–170.
- mit Klaus Voigdt (Redaktion): Plädoyer für die Zukunft. Zwölf Beiträge zu deutschen Fragen. Europäische Verlagsanstalt, Frankfurt am Main 1961.
- Friedenspolitik in Europa. S. Fischer Verlag, Frankfurt am Main 1968, DNB 456175873. (3. Auflage, 1971, ISBN 3-10-007701-6).
- Begegnungen und Einsichten. Die Jahre 1960–1975. Verlag Hoffmann und Campe, Hamburg 1976, ISBN 3-455-08979-8.
- Willy Brandt: Links und frei: Mein Weg 1930–1950. Hoffmann und Campe, Hamburg 1982, ISBN 3-455-08743-4 (eingeschränkte Vorschau in der Google-Buchsuche – Neuauflage 2012, ISBN 978-3-455-50267-1).
- Erinnerungen. Propyläen-Verlag, Frankfurt am Main u. a. 1989, ISBN 3-549-07353-4. Erweiterte Neuauflagen:
  - Erinnerungen. Mit einem aktuellen Vorwort. (Ullstein Taschenbuch). Ullstein, Frankfurt am Main/Berlin 1992, ISBN 3-548-22977-8.
  - Erinnerungen. Mit den Notizen zum Fall G. Ullstein, München/Berlin 2003, ISBN 3-548-36497-7.

### Gesammelte Reden, Briefe und kleinere Schriften
- Helga Grebing, Gregor Schöllgen, Heinrich August Winkler (Hrsg.): Willy Brandt. Berliner Ausgabe
  - Band 1: Hitler ist nicht Deutschland. Jugend in Lübeck, Exil in Norwegen 1928–1940. Bearb. von Einhart Lorenz. J.H.W. Dietz Nachf., Bonn 2002, ISBN 3-8012-0301-8.
  - Band 2: Zwei Vaterländer. Deutsch-Norweger im schwedischen Exil, Rückkehr nach Deutschland 1940–1947. Bearb. von Einhart Lorenz. J.H.W. Dietz Nachf., Bonn 2000, ISBN 3-8012-0302-6.
  - Band 3: Berlin bleibt frei. Politik in und für Berlin 1949–1966. Bearb. von Siegfried Heimann. J.H.W. Dietz Nachf., Bonn 2004, ISBN 3-8012-0303-4.
  - Band 4: Auf dem Weg nach vorn. Willy Brandt und die SPD 1947–1972. Bearb. von Daniela Münkel.  J.H.W. Dietz Nachf., Bonn 2000, ISBN 3-8012-0304-2.
  - Band 5: Die Partei der Freiheit. Willy Brandt und die SPD 1972–1992. Bearb. von Karsten Rudolph. J.H.W. Dietz Nachf., Bonn 2002, ISBN 3-8012-0305-0.
  - Band 6: Ein Volk der guten Nachbarn. Außen- und Deutschlandpolitik 1966–1974. Bearb. von Frank Fischer. J.H.W. Dietz Nachf., Bonn 2005, ISBN 3-8012-0306-9.
  - Band 7: Mehr Demokratie wagen. Innen- und Gesellschaftspolitik 1966–1984. Bearb. von Wolther von Kieseritzky. J.H.W. Dietz Nachf., Bonn 2001, ISBN 3-8012-0307-7.
  - Band 8: Über Europa hinaus. Dritte Welt und Internationale. Bearb. von Bernd Rother. J.H.W. Dietz Nachf., Bonn 2006, ISBN 3-8012-0308-5.
  - Band 9: Die Entspannung unzerstörbar machen. Internationale Beziehungen und deutsche Frage 1974–1982. Bearb. von Frank Fischer. J.H.W. Dietz Nachf., Bonn 2003, ISBN 3-8012-0309-3.
  - Band 10: Gemeinsame Sicherheit. Internationale Beziehungen und deutsche Frage 1982–1992. Bearb. von Uwe Mai, Bernd Rother u. Wolfgang Schmidt. J.H.W. Dietz Nachf., Bonn 2009, ISBN 978-3-8012-0310-8.
- Klaus Schönhoven (Hrsg.): Willy Brandt: Im Zweifel für die Freiheit. Reden zur sozialdemokratischen und deutschen Geschichte. J.H.W. Dietz Nachf., Bonn 2012, ISBN 978-3-8012-0426-6. (Willy-Brandt-Dokumente, Band 2).
- Martin Kölbel (Hrsg.): Willy Brandt und Günter Grass – Der Briefwechsel. Steidl Verlag, Göttingen 2013, ISBN 978-3-86930-610-0.
- Meik Woyke (Hrsg.): Willy Brandt, Helmut Schmidt. Partner und Rivalen. Der Briefwechsel (1958–1992). J.H.W. Dietz Nachf., Bonn 2015, ISBN 978-3-8012-0445-7.